# 拉罗谢尔
拉罗谢尔（法語：La Rochelle，法語：[la ʁɔʃɛl] ⓘ），法国西部城市，新阿基坦大区滨海夏朗德省的一个市镇，同时也是该省的省会和人口最多的城市，其市镇面积为28.43平方公里，2022年1月1日时人口数量为79961人，在法国城市中排名第65位。
拉罗谢尔位于滨海夏朗德省西北部，大西洋海滨，北、东两侧与陆地接壤，西南部正对比斯开湾，西北部隔海与雷岛相望，距离法国首都巴黎大约471公里。拉罗谢尔是滨海夏朗德省的政治、经济、文化、科教、医疗中心，境内有公立综合性大学拉罗谢尔大学、区域医疗集团等机构。拉罗谢尔也是法国西部的一个海陆空综合交通枢纽，建有港口、铁路车站、国际机场等设施，有前往巴黎、伦敦等地的固定航班，连接拉罗谢尔市区和雷岛之间的跨海大桥于1988年建成通车。
拉罗谢尔始建于中世纪中期，因商业贸易而兴起，英法百年战争期间曾被英格兰人控制，宗教战争期间成为新教徒的重要据点，并引发拉罗谢尔之围，18世纪时大批法国殖民者从拉罗谢尔港口出发前往北美洲大陆，并建造了姊妹城市新罗谢尔。现代拉罗谢尔是一个综合型的工商业城市，世界大型轨道交通供应商阿尔斯通在拉罗谢尔附近建有大型组装工厂，由此生产的Citadis列车出口数十个国家和地区。二战后，拉罗谢尔借助当地独特的海洋景观及市区内大量的历史建筑，逐渐发展成为法国重要的旅游城市，当地每年举办有马拉松、狂欢节、电影节等文化项目。

## 地名
“拉罗谢尔”一名出自于阿基坦的纪尧姆三世，他在公元963年的市镇建立宪章中将当地命名为，该名称源于拉丁语，意为“岩石”，可能与当地的自然景观有关，后逐渐衍变成为。
法国东北部的上索恩省境内亦有同名市镇。
部分汉语资料中，该地又译拉罗歇尔或拉罗切利

## 历史

### 古典时期
拉罗谢尔的早期历史缺乏明确记载。在公元五世纪以前，拉罗谢尔所处的欧尼斯地区多被沼泽和盐田覆盖，不利于建设开发。根据史学家路易-艾蒂安·阿塞尔的论述，最初生活于这一区域部落的是来自欧洲大陆的奄蔡人，他们在这里建立了多个散落的村庄，以经营渔业和农业为生，并与附近的一些部落有着商业往来。而现代考古研究则在拉罗谢尔市区发现了两处罗马时期的居民房屋遗迹，由此推断该区域可能在罗马时期就已出现聚落。

### 中世纪

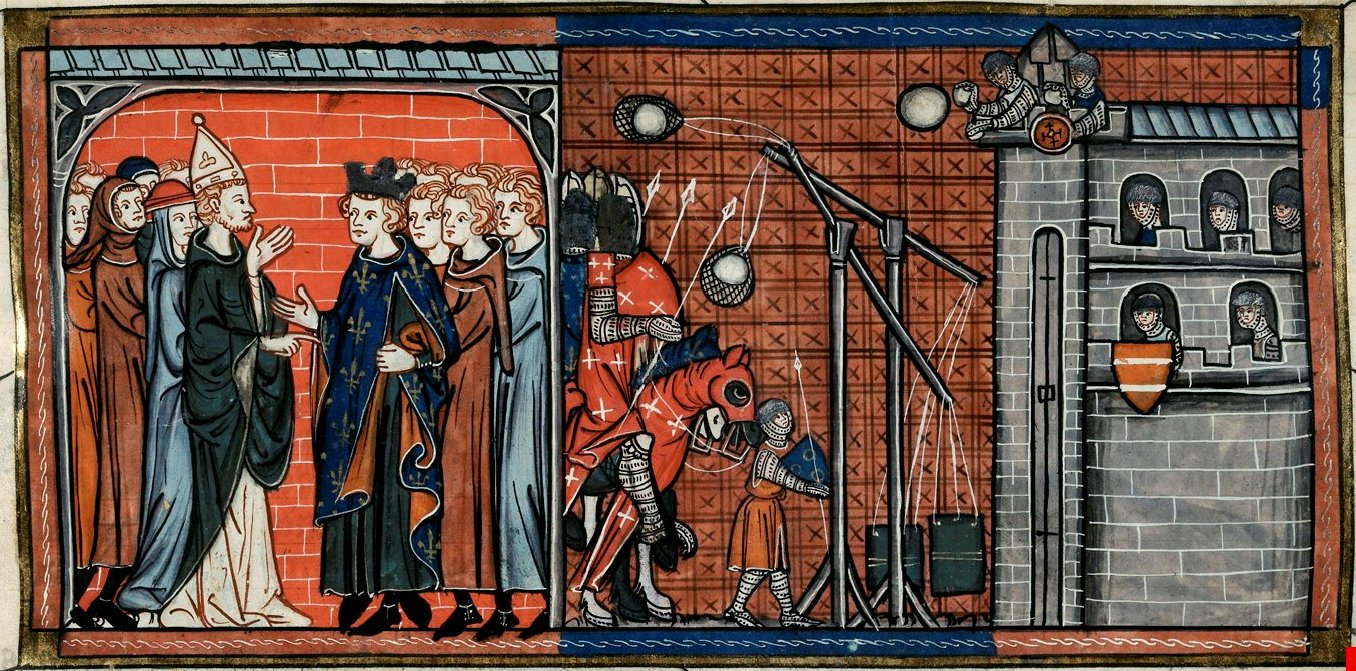
拉罗谢尔围城战 (1224年)

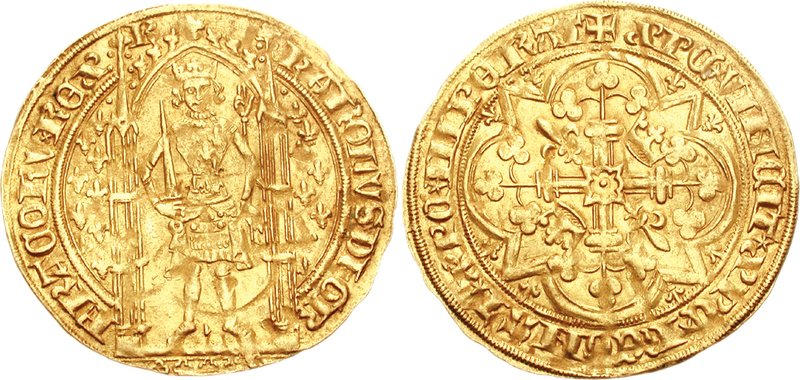
14世纪时在拉罗谢尔铸造的钱币

中世纪初期，大西洋比斯开湾东部地区为阿基坦王国的领地，后成为法兰西王国的一部分。彼时，一个名为“库涅”（Cougnes）的村庄在欧尼斯的一处盐田附近出现，这是拉罗谢尔最初的人类聚落记载，并被认为是当地现代城市的前身。此后，库涅村庄逐渐向南扩张，发展至海滨区域。至公元九世纪时，库涅已由一个陆地农业聚落发展成为商业渔港，并被更名为，后转写成为拉罗谢尔。随着商业的发展，拉罗谢尔人口数量开始增加，建立了莫勒沃碉楼（tour Maulevault）、圣母教堂等设施。
公元961年，阿基坦伯爵纪尧姆三世在拉罗谢尔建立了圣米歇尔修道院，并为其颁布了船只铸造许可。公元1137年，阿基坦公爵威廉十世为拉罗谢尔颁布了市镇宪章，使其获得自主贸易权，其港口也成为圣殿骑士团的一个自由港；至12世纪中期，拉罗谢尔已经成为欧尼斯、桑通日和昂古穆瓦地区葡萄酒和食盐的主要输出港，并拥有独立铸造硬币和免交部分王家税收的特殊待遇。1152年，随着埃莉诺与金雀花国王亨利二世的联姻，拉罗谢尔港口成为金雀花王朝的领土，并随着1154年亨利二世继承英格兰王位而成为英格兰王国的一个海外行省。1199年，阿基坦的埃莉诺为扩大葡萄酒贸易，降低了拉罗谢尔港口的商品关税，这进一步促进了当地的贸易发展。
中世纪中后期，卡佩王朝与金雀花王朝之间产生纷争，并由此引发了一系列的战乱。拉罗谢尔作为战略港口长期成为双方的争夺重点。1214年2月16日，英格兰国王约翰率兵从拉罗谢尔登陆，前往阿基坦腹地的利穆赞、桑通日等区域。1222年，亨利三世将拉罗谢尔设置为军事城塞，在此修建了大规模的防御设施。1224年7月，法兰西国王路易八世率军讨伐阿基坦，在拉罗谢尔发生了围城战并最终获得胜利。英法百年战争期间，拉罗谢尔再度被英格兰军队控制，根据1360年签订的《布勒丁尼条约》，拉罗谢尔完全落入英格兰人之手。1372年夏季，一支由法国和卡斯蒂利亚海军组成的联军发动向拉罗谢尔围攻，并在6月22日的海战中顺利登陆并切断了英格兰海军的物资补给通道。同年8月15日，在拉罗谢尔市长让·肖德里耶的帮助下，联军剿灭了围困在城内的英格兰主力军队，并在八日内彻底收复拉罗谢尔。1374年，为加强对拉罗谢尔港口的管理和控制，查理五世将拉罗谢尔及其附近区域从桑通日地区单独划出，建立了欧尼斯行省，拉罗谢尔成为首府。此后，拉罗谢尔也得到了新的规划，圣尼古拉塔和铁链塔相继建成，原由英格兰军队修建的沃克莱尔城堡也被改建成为了监狱。

### 十六至十八世纪

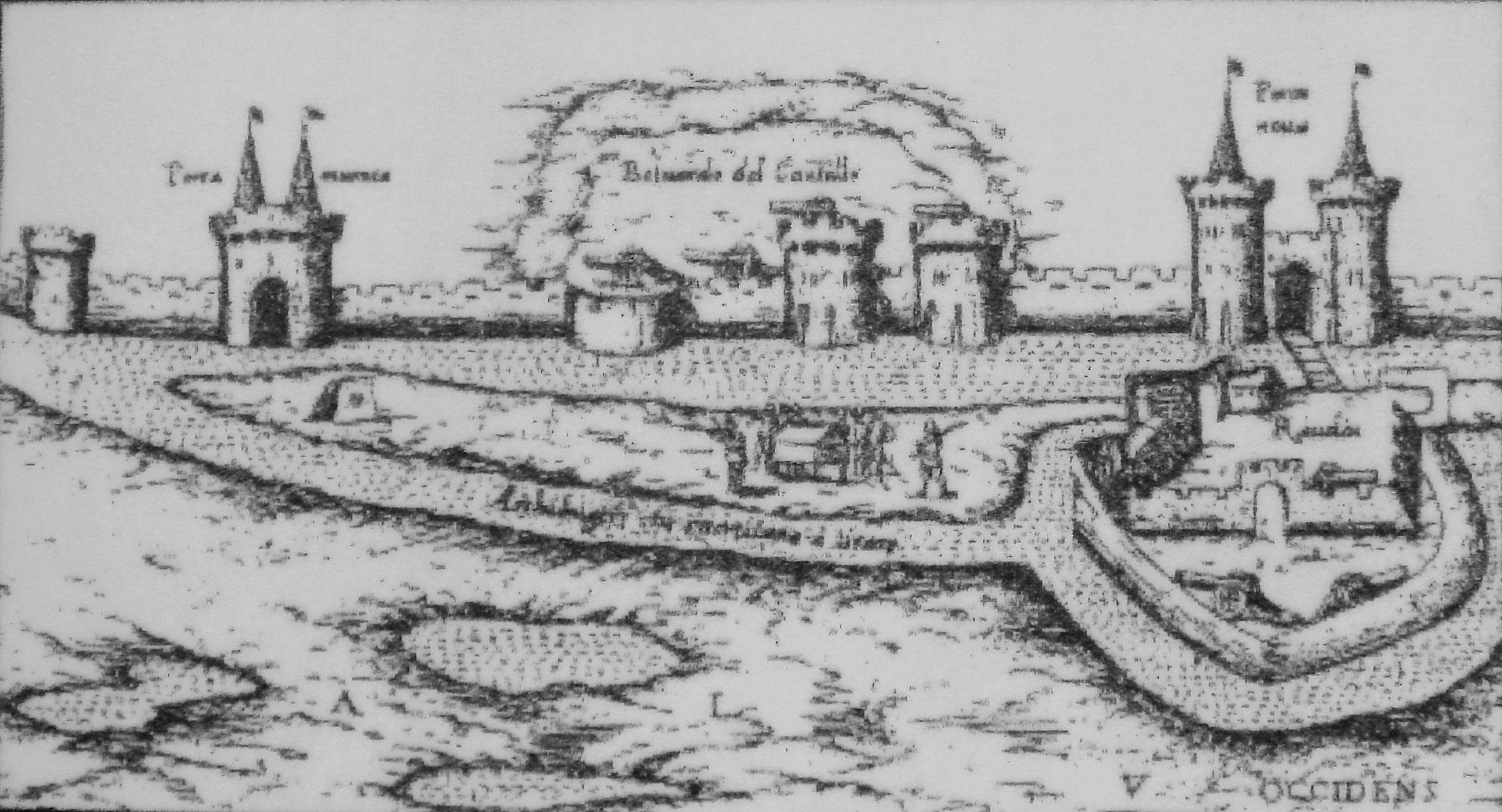
1573年拉罗谢尔城塞

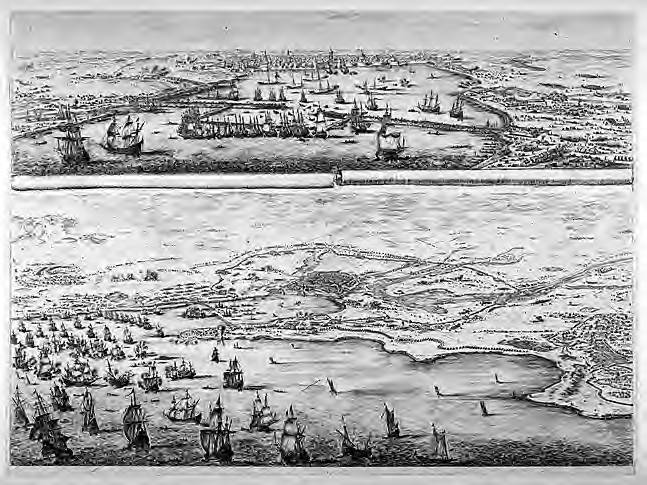
拉罗谢尔之围

十六世纪初，正值新航路开辟浪潮，拉罗谢尔开辟了多条连接新大陆及非洲的商业航线，其中纽芬兰岛是拉罗谢尔船队的主要目的地。彼时，法兰西王国扩大盐税征收，引发了当地商人和民众的不满。十六世纪中期，查理九世和弗朗索瓦一世相继来到拉罗谢尔，与当地土地领主协商，最终减免了当地的部分关税，以促进当地的海上贸易。
1568年，新教徒弗朗索瓦·蓬塔尔（François Pontard）被任命为拉罗谢尔新市长，他积极推广新教，使得拉罗谢尔成为了胡格诺派（法国新教教派）的活动中心，并得到了英格兰等新教国家的支持，胡安娜三世和亨利四世也于同年11月来到拉罗谢尔。1570年，根据《圣日耳曼昂莱和约》，拉罗谢尔被设为新教城塞。此举引发了保守天主教徒的不满，1572年圣巴多罗买大屠杀爆发后，阿尔芒·德·孔陶曾率兵进攻拉罗谢尔，但最终未能成功。1573年，拉罗谢尔再度被围，但仍未被攻破。1598年，随着《南特敕令》的颁布，拉罗谢尔的宗教斗争得到暂停，但新教徒与天主教徒之间的矛盾并未得到根本解决。17世纪初，拉罗谢尔先后遭遇寒潮及黑死病疫情，使得当地人口数量大幅减少。1627年，在黎塞留的带领下，拉罗谢尔再次被皇家军队包围。1628年11月，在经过了近两年的战乱后，拉罗谢尔的新教徒们最终放弃抵抗，而驻扎于拉罗谢尔的英格兰新教徒援军也被迫撤离。根据1629年签订的《阿莱斯条约》，拉罗谢尔的大部分由新教徒修建的军事设施被拆除。而随着1643年路易十四颁布《枫丹白露敕令》，拉罗谢尔的新教徒遭到了进一步的镇压，促使大批新教商人被迫迁居海外，部分迁居到北美洲的拉罗谢尔移民于1689年在纽约州建立了新罗谢尔。
公元17世纪末，拉罗谢尔成为三角贸易当中的重要一站，并由此保持了一段时间的繁荣，彼时，拉罗谢尔是奴隶（来自非洲）、朗姆酒（来自加勒比海）、毛皮（来自加拿大）等商品的集散地，拉罗谢尔工商会也于1719年建立。但是，随着《1763年巴黎条约》的签订，法国的北美领地被其它国家瓜分，而随着内河航运的发展，法国大西洋沿岸的贸易中心逐渐被位于河口处的勒阿弗尔、南特及波尔多代替，拉罗谢尔逐渐开始衰落。

### 近代

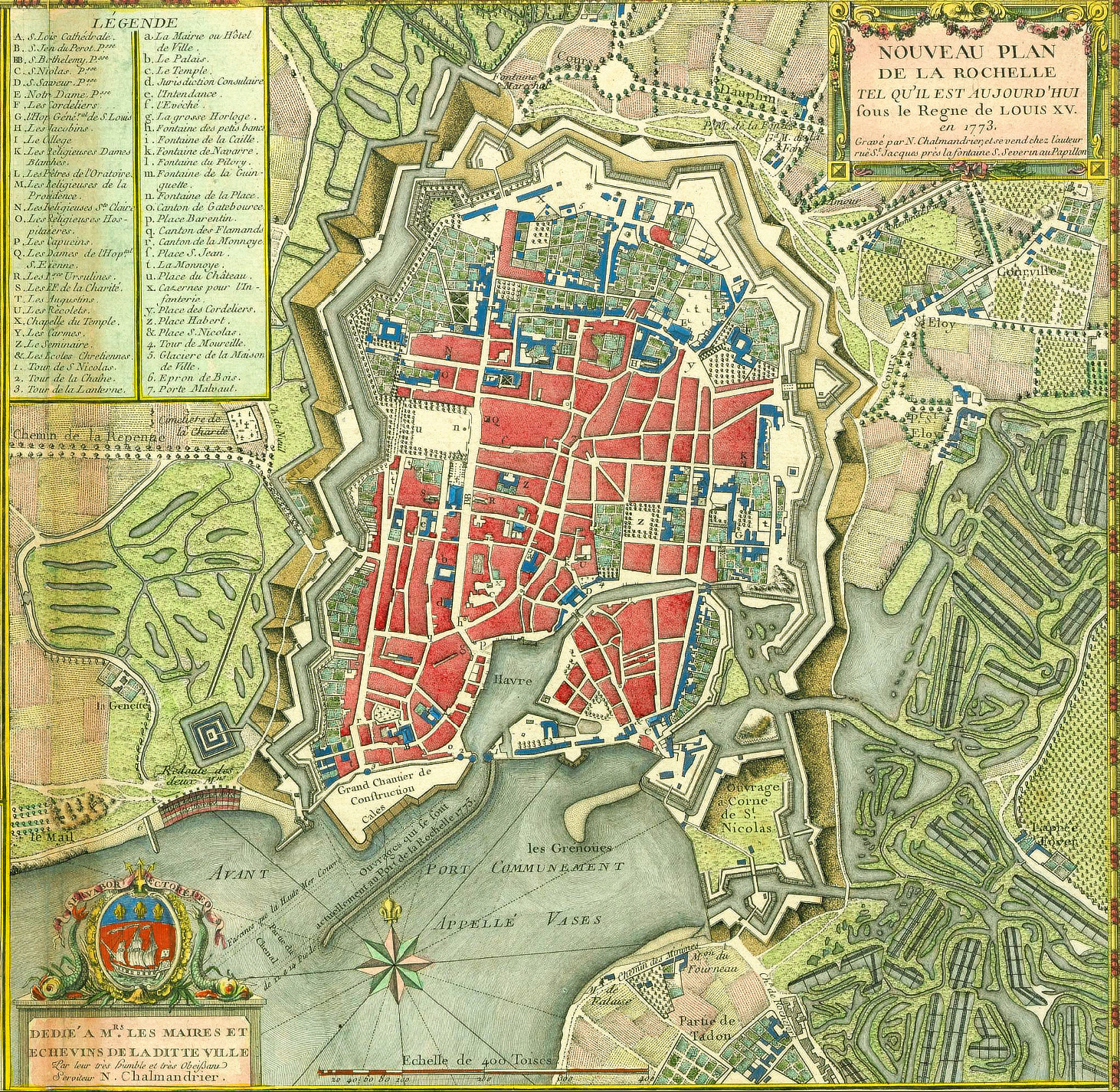
18世纪末的拉罗谢尔地图

法国大革命后，欧尼斯与桑通日合并成为内夏朗德省（Charente-Inférieure，后于1941年更名为“滨海夏朗德省”），其省会最初定于桑特，拿破仑于1810年将其迁至拉罗谢尔，以支持其对外扩张。19世纪中期，拉罗谢尔已发展成为一个综合性的工商业港口，当地先后出现了自然博物馆、美术馆等设施，高25米的瓦兰港灯塔于1852年建成。1857年，连接拉罗谢尔的首条铁路线建成通车，使得拉罗谢尔港实现海洋与铁路间的联运。新拉罗谢尔港于1881年开始建设，并于1890年建成，新港的深度超过10米，可容纳更多的大型船舶，由此代替了拉罗谢尔市中心老港的地位。
拉罗谢尔的城市扩张也引发了当地的行政区划调整，1858年，与拉罗谢尔相邻的“圣莫里斯”（Saint-Maurice）和“库涅奥尔”（Cognehors）两个市镇被撤销，其大部分土地成为拉罗谢尔的一部分；而艾特雷、拉戈尔和佩里尼亦有部分区域被划归拉罗谢尔的市镇范围。1880年，拉勒亦整体并入拉罗谢尔，成为该市的一处街区。

### 现代

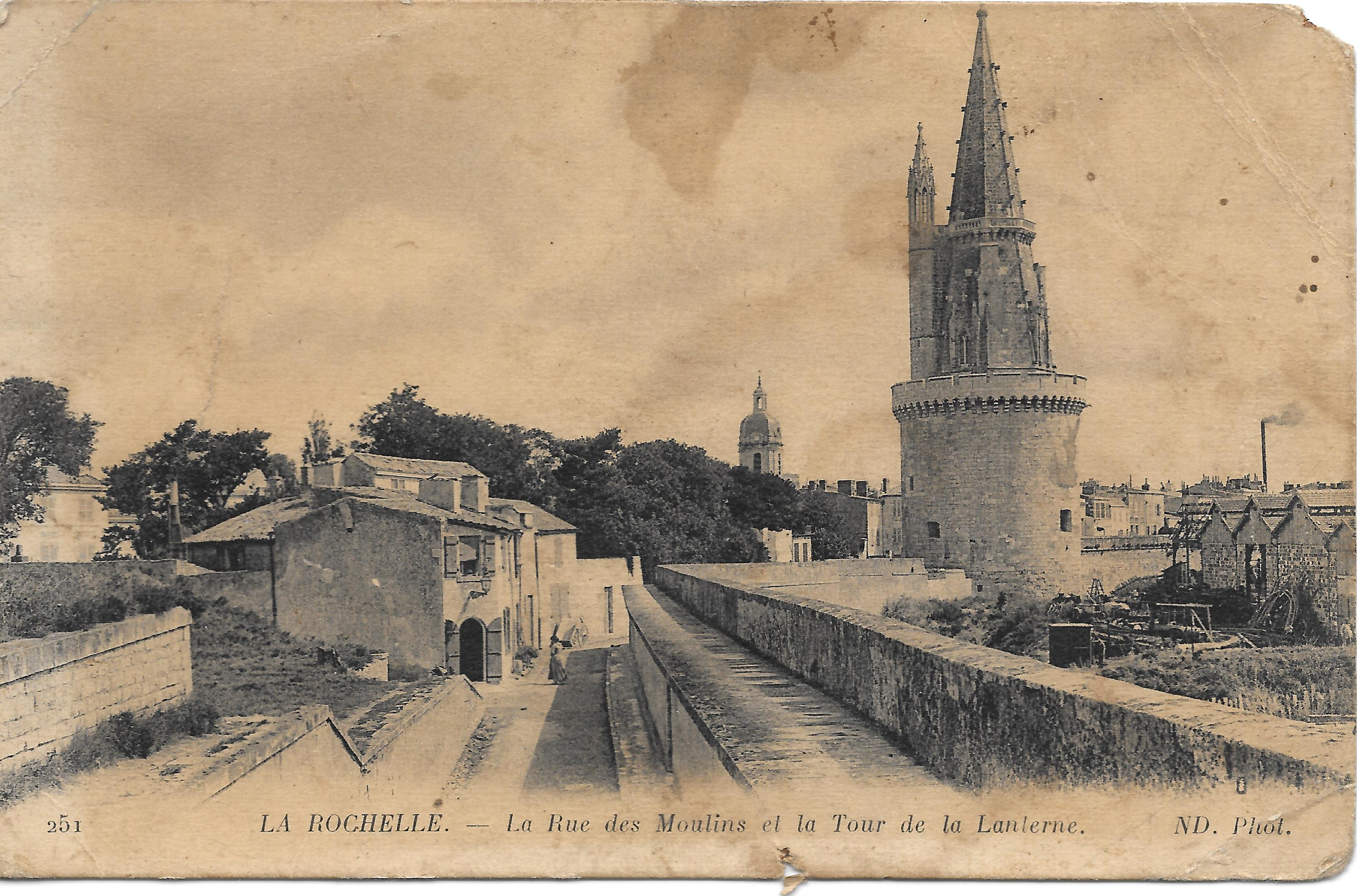
20世纪30年代的拉罗谢尔

二十世纪初，拉罗谢尔已成为一个拥有三个方向铁路干线的枢纽，同时通过前往雷岛的轮渡实现海陆联运，原有的拉罗谢尔火车站已无法满足客流需要，1922年，新的火车站在拉罗谢尔市区东南部建成，其主体建筑高45米，成为彼时拉罗谢尔市区最高的建筑物。
第二次世界大战期间，拉罗谢尔被纳粹德国占领，当地曾出现了多个抵抗运动团体。1944年9月1日，盖世太保指控原拉罗谢尔市长莱昂斯·维耶尔若参与抵抗运动并借此理由将其杀害。黄金三十年期间，拉罗谢尔接纳了大批来自原法国殖民地的后裔，其市区西部的“米勒伊”和东部的“莱萨利讷新城”被开辟为集中式居民区。1971年，法国政治家米歇尔·克雷波当选拉罗谢尔市长，成为当地历史上首位左派领导人，他利用拉罗谢尔独特的海洋风光和众多的历史文物，将旅游及文化产业作为当地的支柱性产业，使得拉罗谢尔成为法国西部重要的海滨旅游城市。位于市区西南部莱米尼姆港于1972年建成，并于1999年扩建，现占地70公顷，可供5,000艘小型船只停靠，是世界上最大的小港口之一。1976年，拉罗谢尔成为法国首个出现公共自行车租赁服务的城市。1985年，当地艺术家让-路易·富尔吉耶创办Francofolies狂欢节。1988年，拉罗谢尔水族馆和拉罗谢尔海洋博物馆同时开门迎宾，连接拉罗谢尔和雷岛之间的雷岛大桥也在同年建成通车。1993年，拉罗谢尔大学成立。2013年6月28日，拉罗谢尔市政厅在火灾中被烧毁，其恢复重建工作持续了六年，于2019年12月重新对外开放。

## 地理

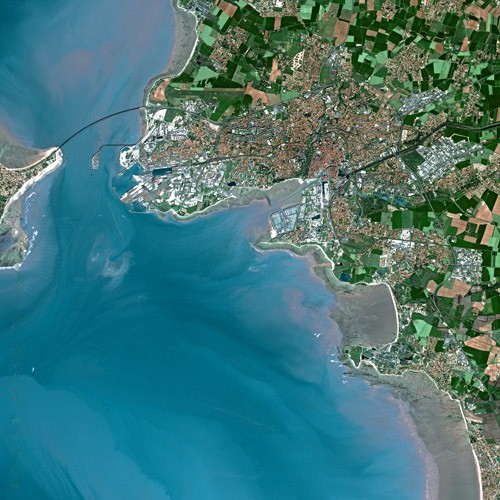
拉罗谢尔卫星影像图

拉罗谢尔位于法国西部，新阿基坦大区西北部和滨海夏朗德省西北部，距离大区首府波尔多大约183公里，距离法国首都巴黎大约471公里。与拉罗谢尔接壤的市镇包括：艾特雷、卢莫、拉戈尔、佩里尼、皮爾博羅、里沃杜普拉日。在用地情况方面，2018年，拉罗谢尔市镇范围内83.6%的土地为城市建设用地（道路、广场、建筑等）、6.5%为农业用地、2.8%为湿地、2.3%为自然土地，水体区域占拉罗谢尔市镇面积的4.7%。

### 地形
拉罗谢尔位于普瓦图湿地西南部，境内以平原为主，除市区北部略有少量起伏外，全境地势平坦。拉罗谢尔市镇范围内的海拔最高点为28米，位于市区西北部的红峡街（chemin de Rouge-Gorge）附近；最低点则与海平面持平。

### 地质
拉罗谢尔位于比斯开湾东北部，在地质学上与相邻的雷岛属于同一区域，其地表土壤多形成于启莫里期，粘性石灰岩以及泥灰岩是当地地表最常见的土壤结构，深度在4至21米之间，其中碳酸成分多由海洋生物遗体堆积形成；市区北部亦有软泥分布，透气及储水性能适中，适合农作物耕种。

### 水文

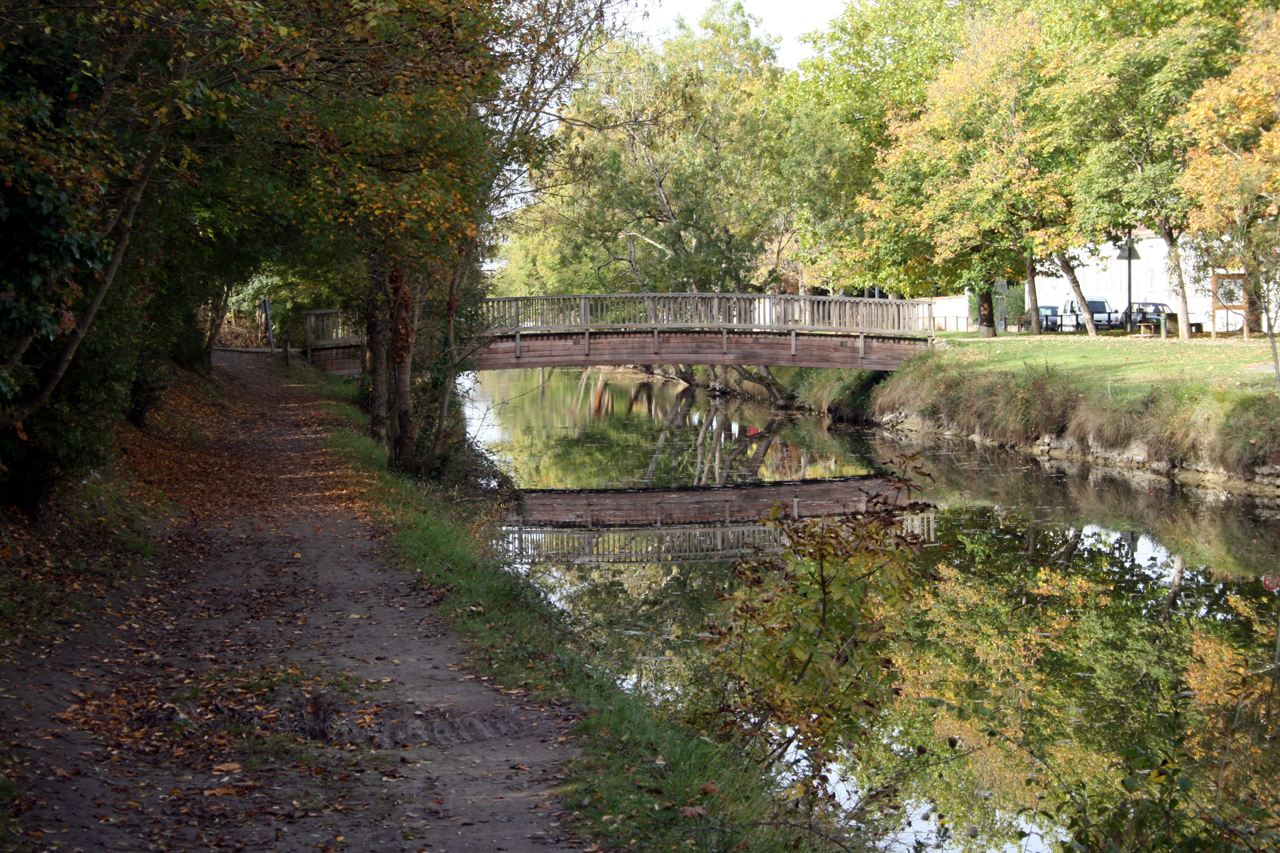
龙赛河两岸的植被

拉罗谢尔位于大西洋东岸，其所处的雷岛和奥莱龙岛之间的水域被称为昂蒂奥什海峡。龙赛河（Rompsay）是一条人工开凿的水道，于1805年在拿破仑一世的指导下修建，该河流大致分为三个部分：西段为拉罗谢尔老港的延伸部分，长四百米，平均宽度约20米；中段一条长度不到100米的地下管道；东段则为莫贝克湖（Lac Maubec），其水量可通过闸门调节，最东端可连通马朗－拉罗谢尔运河。除此之外，拉罗谢尔市区东南部的塔东湖（Marais de Tasdon）是当地主要的天然湿地，被拉罗谢尔政府列入生态自然保护区，周边未得到大规模开发；市区南部的索勒湖（Lac de la Sole）则是一个人工开凿的湖泊，周边为现代居民建筑。
拉罗谢尔的生活供水及污水处理由拉罗谢尔城市圈公共社区负责，截至2021年5月，拉罗谢尔所在的公共社区境内共有9处污水处理中心，1,300公里的地下污水管道和209处水泵，年处理污水超过1,170万立方米。

### 植被
拉罗谢尔属于温带阔叶混交林区，沙吕耶公园（Parc Charruyer）和皇家门公园（Parc de la Porte Royale）是拉罗谢尔市中心主要的城市绿地，市区东部的佩里尼境内有20公顷的林地，而距离拉罗谢尔最近的森林公园则在25公里外的伯农境内。
在鲜花城市的评比中，拉罗谢尔被评为三星级鲜花城市。

### 气候

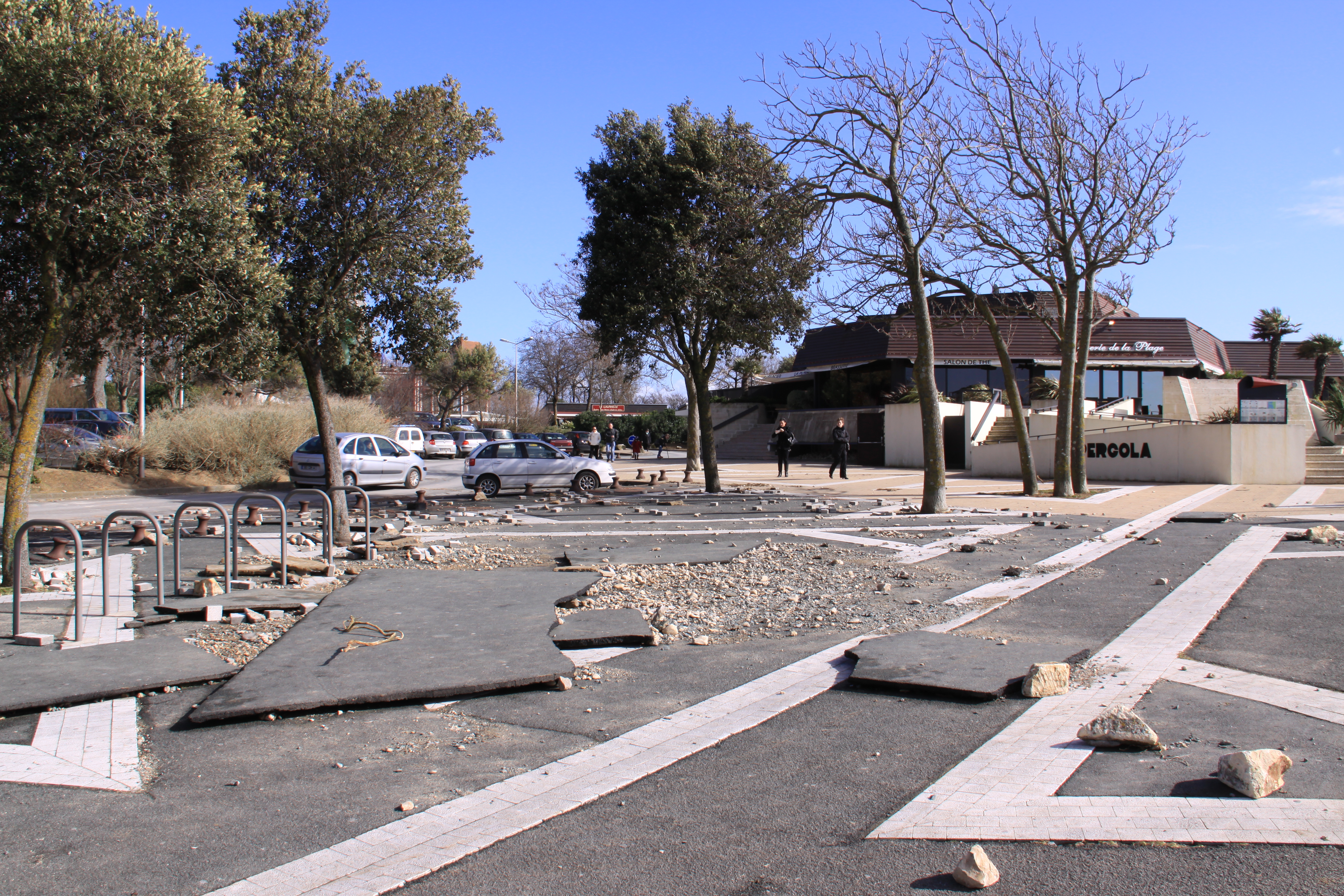
被桑蒂亚风暴潮破坏的拉罗谢尔街道

拉罗谢尔在柯本气候分类法中属于较为典型的温带海洋性气候，降水分布均匀，全年温差较小，因其直面大西洋，常年多风，日照数量明显高于周边内陆区域，形成微气候。自20世纪10年代以来，受到全球气温变暖的影响，拉罗谢尔的极端天气愈发频繁，主要表现为高温日数的增加。2010年2月的桑蒂亚风暴潮对拉罗谢尔市区造成了一定程度的破坏。
拉罗谢尔气象站位于拉罗谢尔机场，海拔4米，自1929年8月1日开始收集数据。截至2021年5月，该气象站记录的最高气温为39.3摄氏度，出现于1986年6月24日；最低气温为-13.6摄氏度，出现于1956年2月15日；单日降水量最高记录为195.1毫米，出现于1983年7月25日。以下为该气象站的数据：
| 拉罗谢尔1981年－2019年 | 拉罗谢尔1981年－2019年 | 拉罗谢尔1981年－2019年 | 拉罗谢尔1981年－2019年 | 拉罗谢尔1981年－2019年 | 拉罗谢尔1981年－2019年 | 拉罗谢尔1981年－2019年 | 拉罗谢尔1981年－2019年 | 拉罗谢尔1981年－2019年 | 拉罗谢尔1981年－2019年 | 拉罗谢尔1981年－2019年 | 拉罗谢尔1981年－2019年 | 拉罗谢尔1981年－2019年 | 拉罗谢尔1981年－2019年 |
| 月份                   | 1月                    | 2月                    | 3月                    | 4月                    | 5月                    | 6月                    | 7月                    | 8月                    | 9月                    | 10月                   | 11月                   | 12月                   | 全年                   |
| ---------------------- | ---------------------- | ---------------------- | ---------------------- | ---------------------- | ---------------------- | ---------------------- | ---------------------- | ---------------------- | ---------------------- | ---------------------- | ---------------------- | ---------------------- | ---------------------- |
| 历史最高温 °C（°F）    | 16.3 (61.3)            | 20.2 (68.4)            | 27.2 (81.0)            | 30 (86)                | 33.1 (91.6)            | 39.3 (102.7)           | 39 (102)               | 38.2 (100.8)           | 34.2 (93.6)            | 30 (86)                | 25 (77)                | 18.7 (65.7)            | 39.3 (102.7)           |
| 平均高温 °C（°F）      | 9.1 (48.4)             | 10.2 (50.4)            | 13 (55)                | 15.5 (59.9)            | 19.1 (66.4)            | 22.3 (72.1)            | 24.4 (75.9)            | 24.5 (76.1)            | 22.1 (71.8)            | 18.1 (64.6)            | 13 (55)                | 9.7 (49.5)             | 16.8 (62.2)            |
| 日均气温 °C（°F）      | 6.6 (43.9)             | 7.1 (44.8)             | 9.6 (49.3)             | 11.8 (53.2)            | 15.4 (59.7)            | 18.5 (65.3)            | 20.5 (68.9)            | 20.5 (68.9)            | 18.1 (64.6)            | 14.7 (58.5)            | 10 (50)                | 7.1 (44.8)             | 13.3 (55.9)            |
| 平均低温 °C（°F）      | 4 (39)                 | 4.1 (39.4)             | 6.3 (43.3)             | 8.1 (46.6)             | 11.7 (53.1)            | 14.6 (58.3)            | 16.7 (62.1)            | 16.5 (61.7)            | 14 (57)                | 11.3 (52.3)            | 7.1 (44.8)             | 4.5 (40.1)             | 9.9 (49.8)             |
| 历史最低温 °C（°F）    | −11.5 (11.3)           | −13.6 (7.5)            | −6.6 (20.1)            | −3.9 (25.0)            | 0 (32)                 | 5 (41)                 | 7.8 (46.0)             | 7.1 (44.8)             | 2 (36)                 | −2.8 (27.0)            | −5.1 (22.8)            | −11.1 (12.0)           | −13.6 (7.5)            |
| 平均降水量 mm（）      | 74 (2.9)               | 56.8 (2.24)            | 53.9 (2.12)            | 64.9 (2.56)            | 55.8 (2.20)            | 39.1 (1.54)            | 43.9 (1.73)            | 45 (1.8)               | 60.3 (2.37)            | 91.9 (3.62)            | 93.5 (3.68)            | 87.9 (3.46)            | 767 (30.2)             |
| 月均日照時數           | 84.3                   | 114.6                  | 165.8                  | 196.8                  | 231.3                  | 261.2                  | 271                    | 259.6                  | 212.1                  | 140.5                  | 92.3                   | 76.3                   | 2,105.8                |
| 来源：infoclimat.fr    |                        |                        |                        |                        |                        |                        |                        |                        |                        |                        |                        |                        |                        |

## 行政区划
拉罗谢尔是法国新阿基坦大区滨海夏朗德省的一个市镇，编号为17300，它也是滨海夏朗德省的省会。拉罗谢尔下辖拉罗谢尔区，隶属于滨海夏朗德省第一选区，管理拉罗谢尔第一县、第二县和第三县，同时也是拉罗谢尔城市圈公共社区的办公驻地。
法国国家统计与经济研究所（简称）在进行数据统计时，将拉罗谢尔及相邻的另外10个市镇设为拉罗谢尔城市核心区，并将包括核心区在内的周边共63个市镇划为拉罗谢尔城市区。自2020年起，拉罗谢尔城市区被包含72个市镇的拉罗谢尔城市辐射区代替，总人口数量近24万，在法国排名第51位。此外，还将拉罗谢尔市镇分为了31个“信息块区”（IRIS），以便于统计人口分布情况。
| 市中心 · Centre-ville 莱米尼姆 · Les Minimes 米勒伊 · Mireuil 拉热内特-新港 · La Genette - Port Neuf 圣埃卢瓦 · Saint Éloi 莱萨利讷新城 · Villeneuve les Salines 费蒂伊-博勒加尔 · Fétilly - Beauregard 港口 · Port 拉勒-拉帕利斯 · Laleu - La Pallice 塔东 · Tasdon |        |        |
| 块区名称及原名 | 人口   | 失业率 |
| 市中心 Centre-ville | 9,348  | 20.2%  |
| 费蒂伊-博勒加尔 Fétilly - Beauregard | 9,621  | 11.9%  |
| 港口 Port | 231    | 13.7%  |
| 拉热内特-新港 La Genette - Port Neuf | 9,644  | 17.2%  |
| 塔东 Tasdon | 4,240  | 19.1%  |
| 莱米尼姆 Les Minimes | 7,597  | 17.8%  |
| 米勒伊 Mireuil | 14,190 | 22.8%  |
| 莱萨利讷新城 Villeneuve les Salines | 8,209  | 26.2%  |
| 圣埃卢瓦 Saint Éloi | 5,363  | 13.7%  |
| 拉勒-拉帕利斯 Laleu - La Pallice | 5,681  | 20.2%  |

在街区管理方面，拉罗谢尔市镇被划为16个街区管委会（Comité de quartier），组成了三个区域（Secteur），自2002年起实行区域自治制度。

## 交通

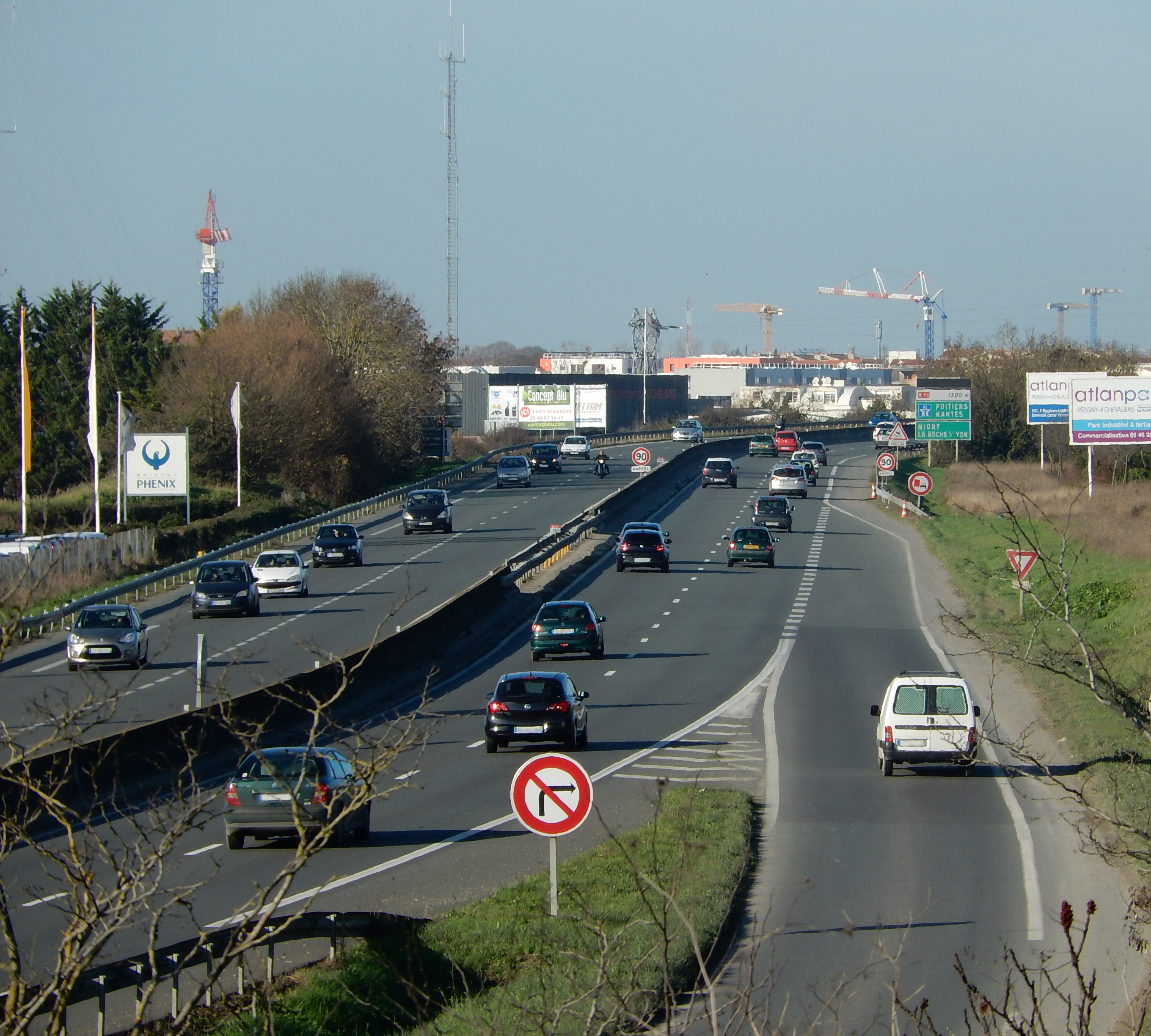
法国国道N137线拉罗谢尔段

### 公路
法国国道N11线的西侧终点位于拉罗谢尔，其东侧可连接法国国家A10号高速公路，直通巴黎。另有法国国道N137线和十余条滨海夏朗德省省道在拉罗谢尔境内交汇，连接拉罗谢尔市区和雷岛的雷岛大桥于1988年建成通车。
新阿基坦大区下属的滨海夏朗德省城际客运（商业名称为“Les Mouettes”）提供由拉罗谢尔出发，前往雷岛、奥莱龙岛、鲁瓦扬、马朗、圣让当热利、叙热尔和库尔松等地的常规或校车线路。卢瓦尔河地区大区公共交通则提供由拉罗谢尔前往丰特奈勒孔特和吕松两地市际班车。此外，一些国际性的客运公司也提供连接拉罗谢尔的长途大巴车，可前往巴黎、南特、雷恩、波尔多等地。
拉罗谢尔的公路交通事务由拉罗谢尔市政府直接负责管理，后者履行拉罗谢尔境内道路的建设、改造、翻新维护等职能，同时还负责车辆停放管理、人行道规划、拖车等职责。
2017年，59.8%的拉罗谢尔家庭拥有至少一辆私人汽车；2019年，拉罗谢尔境内共发生各类交通事故182起，造成1人遇难，216人受伤。

### 铁路

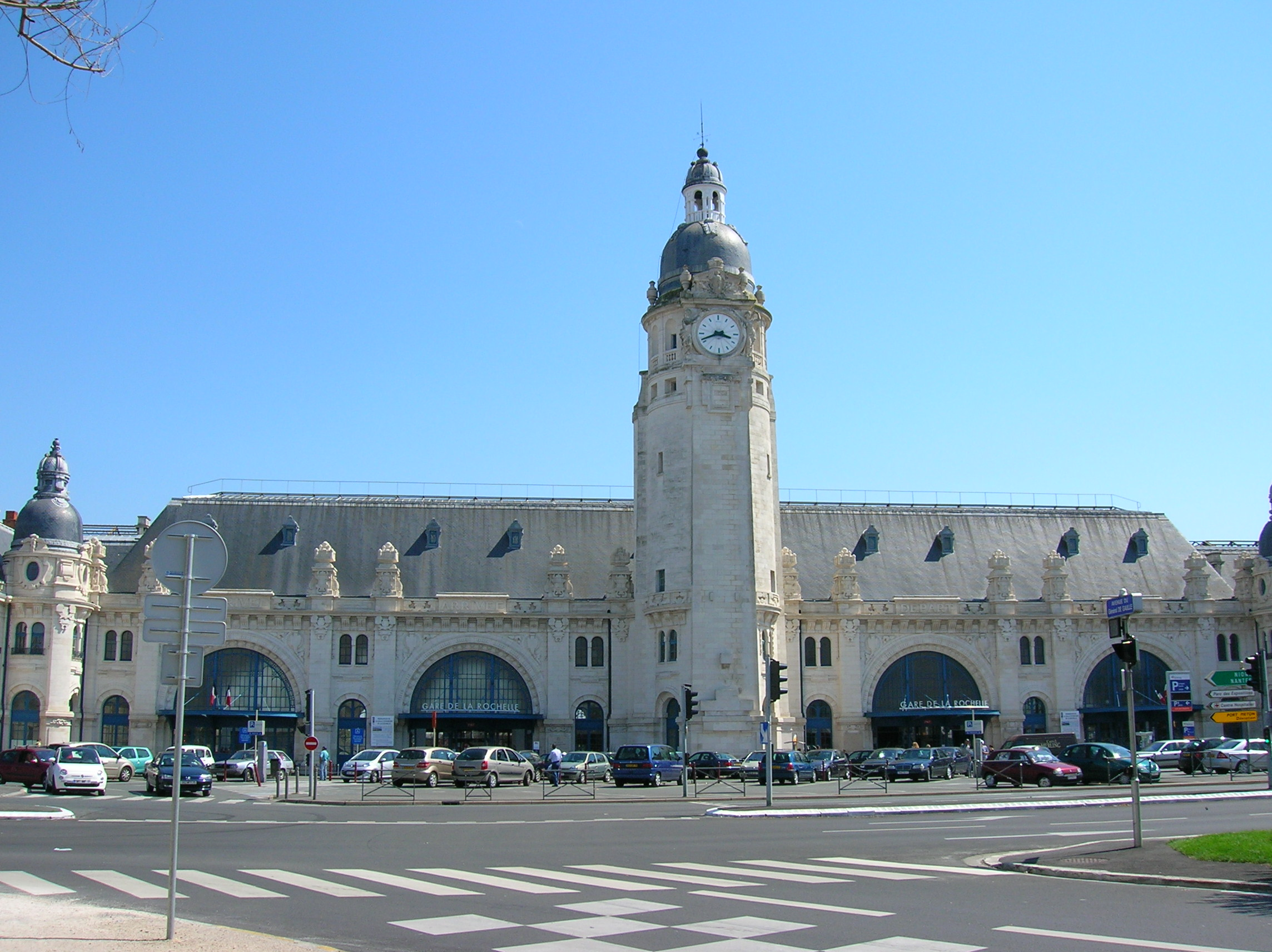
拉罗谢尔城站火车站

拉罗谢尔位于南特－桑特铁路和普瓦捷－拉罗谢尔铁路的交汇处，同时还有地方铁路可连接拉罗谢尔港口。拉罗谢尔城站火车站位于拉罗谢尔市区，老城区以南，该站每天开行六至八班直达巴黎的TGV列车，最短旅行时间为2小时44分；此外该站每天还停靠三至五班往返于南特和波尔多之间的城际列车；由拉罗谢尔开行的区域列车主要前往普瓦捷和波尔多两地，亦有少量班次可直达南特及昂古莱姆。2019年，拉罗谢尔城站累计发送旅客2,235,983人次，是法国铁路系统当中的a类车站。
除此之外，拉罗谢尔境内还有一个通勤车站——拉罗谢尔海豚门站，自2008年12月开启，该站是一个无人看守的铁路乘降所，开行途径城站前往罗什福尔方向的区域列车。2018年，该站累计发送旅客71,943人次。

### 航空

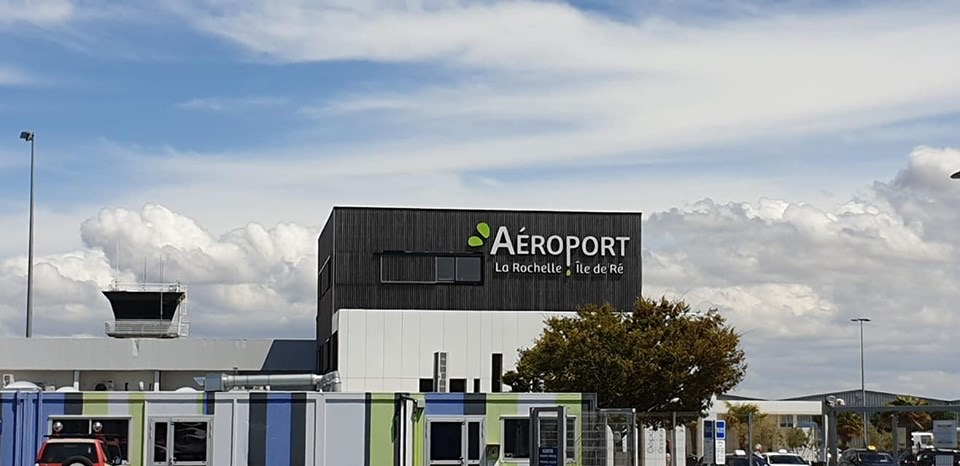
拉罗谢尔雷岛机场

拉罗谢尔雷岛机场位于市区西北的拉勒街区内，是一个区域性民用航空机场，该机场开行前往巴黎、里昂和伦敦三个城市的固定航班，同时开行前往阿雅克肖、日内瓦、布鲁塞尔、波尔图等地的季节性航班。

### 水运
莱米尼姆港位于拉罗谢尔市区西南部，是一个小港口，设有63条船坞，全年向各类私人游艇提供停靠服务。拉罗谢尔老港则开行前往雷岛、奥莱龙岛、艾克斯岛以及博涯监狱的海上观光船线路。拉罗谢尔境内还有“老港－多媒体中心”和“老港－莱米尼姆港”两条轮渡线路，是拉罗谢尔城市公共交通的组成部分。

### 城市公共交通

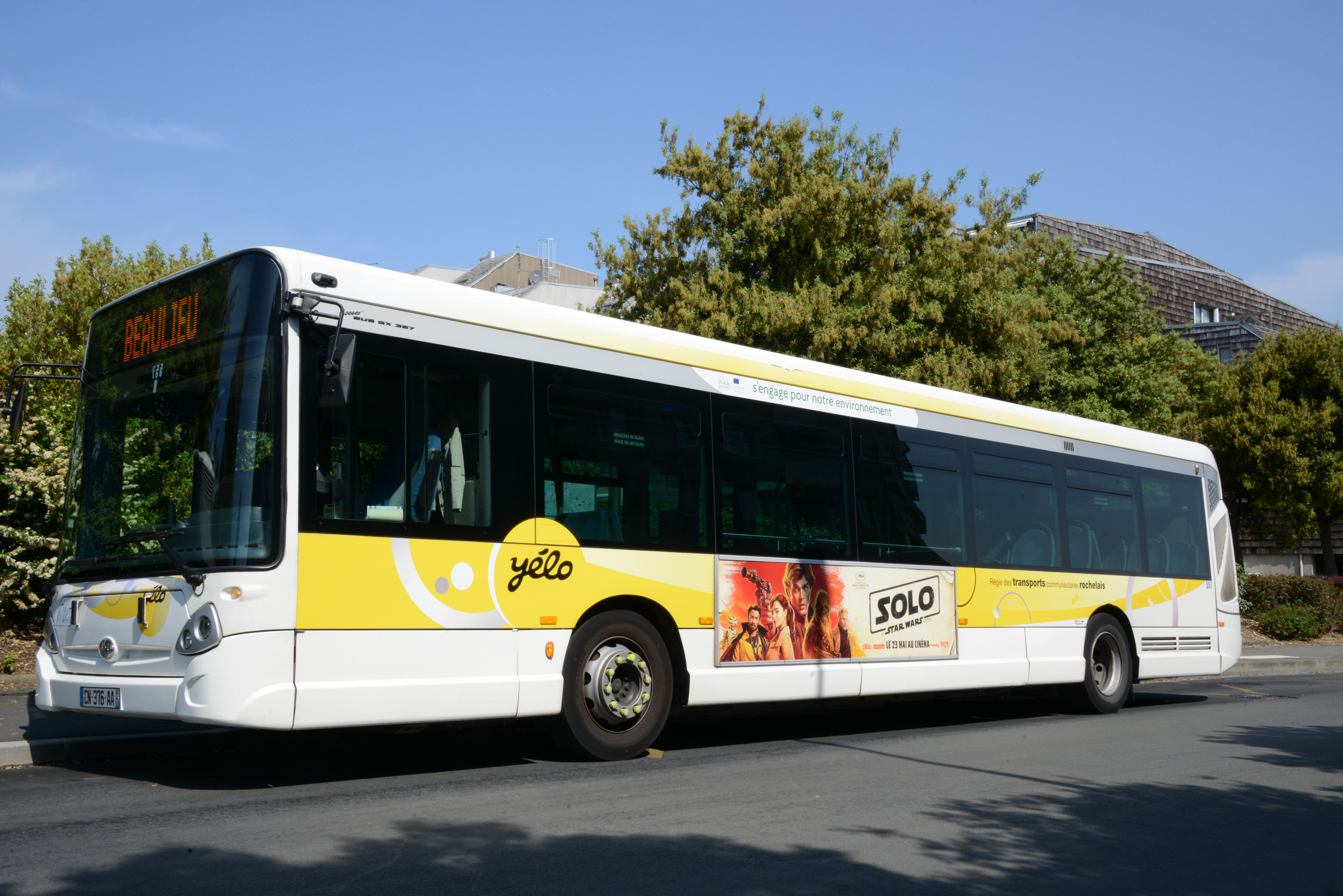
拉罗谢尔公交

拉罗谢尔城市公共交通（商业名称为）由拉罗谢尔市政交通集团和法国交通发展集团联合运营。截至2021年5月，该线路网共包含5条主干公交线路和15条普通公交线路，此外还有数十条校车线路和两条轮渡航线，并提供夜间定制巴士线路服务，其路网覆盖了拉罗谢尔城市圈公共社区范围内的所有市镇。

### 公共自行车
1976年，时任拉罗谢尔市长的米歇尔·克雷波在拉罗谢尔开启公共自行车服务，成为法国首个将自行车作为公共交通工具的城市。现已成为拉罗谢尔城市公共交通的一部分。

## 政治

### 市政内阁
拉罗谢尔的现任市长为让-弗朗索瓦·丰泰纳先生，为左翼无党派人士，他在2014年的市政选举中获得了43.68%的支持率；2020年市政选举中则获得41.97%的支持率，实现连任。
| 2020年拉罗谢尔市政内阁组成            |                                            |                                                |          |          |            |            |      |          |
| 代表                                  | 代表                                       | 党派                                           | 首轮选举 | 首轮选举 | 第二轮选举 | 第二轮选举 | 席位 | 席位     |
| 代表                                  | 代表                                       | 党派                                           | 票数     | %        | 票数       | %          | 市镇 | 公共社区 |

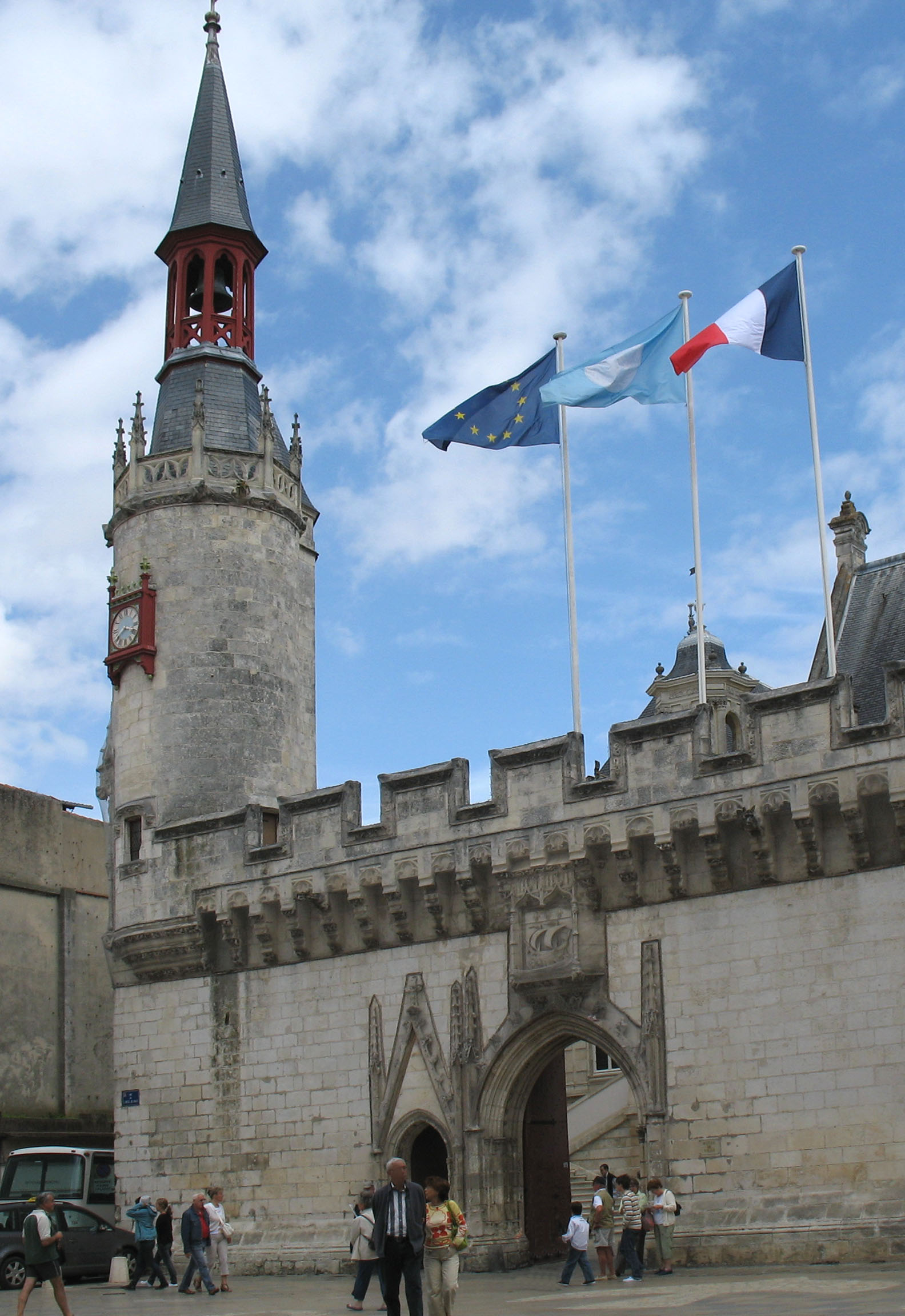
拉罗谢尔市政厅

|                                       | 让-弗朗索瓦·丰泰纳 Jean-François Fountaine | - LREM复兴 - PS社会党                          | 6328     | 32.61    | 8851       | 41.96      | 35   | 24       |
| 口号：一切拉罗谢尔！（Tous rochelais!）              |                                            |                                                | 6328     | 32.61    | 8851       | 41.96      | 35   | 24       |
|                                       | 奥利维耶·法洛尔尼 Olivier Falorni          | - PRG左派激進黨                                | 6,454    | 33.26    | 8,670      | 41.1       | 10   | 7        |
| 口号：拉罗谢尔，新的2020（La Rochelle, le nouveau 2020）          |                                            |                                                | 6,454    | 33.26    | 8,670      | 41.1       | 10   | 7        |
|                                       | 让-马克·苏贝斯特 Jean-Marc Soubeste        | - EÉLV欧洲生态-绿党                            | 3,241    | 16.7     | 3,569      | 16.92      | 4    | 2        |
| 口号：一起敢于生态（Ensemble, osons l'écologie）                |                                            |                                                | 3,241    | 16.7     | 3,569      | 16.92      | 4    | 2        |
|                                       | 布吕诺·莱阿尔 Bruno Léal                   | - LR共和黨                                     | 1,511    | 7.78     |            |            | 0    | 0        |
| 口号：拉罗谢尔我们爱你（La Rochelle on t'aime）            |                                            |                                                | 1,511    | 7.78     |            |            | 0    | 0        |
|                                       | 玛蒂娜·维特韦尔 Martine Wittevert          | - FI不屈法国 - PG左翼党 - Ensemble一起！       | 1,002    | 5.16     | 0          | 0          |      |          |
| 口号：共同拉罗谢尔（La Rochelle en commun）                |                                            |                                                | 1,002    | 5.16     | 0          | 0          |      |          |
|                                       | 贾瓦德·马布 Jaouad El Marbouh              | - PCF法国共产党 - GS世代·s - MRC公民與共和運動 | 630      | 3.24     | 0          | 0          |      |          |
| 口号：是，联合拉罗谢尔（Oui à La Rochelle unie）            |                                            |                                                | 630      | 3.24     | 0          | 0          |      |          |
|                                       | 安托万·科兰 Antoine Colin                  | - LO工人斗争                                   | 236      | 1.21     | 0          | 0          |      |          |
| 口号：工人斗争，倾听劳动者的声音 （Lutte ouvrière - Faire entendre le camp des travailleurs） |                                            |                                                | 236      | 1.21     | 0          | 0          |      |          |
|                                       |                                            |                                                |          |          |            |            |      |          |
| 有效票                                | 有效票                                     | 有效票                                         | 19,402   | 98.18    | 21,090     | 98.01      |      |          |
| 空白票                                | 空白票                                     | 空白票                                         | 135      | 0.68     | 226        | 1.05       |      |          |
| 无效票                                | 无效票                                     | 无效票                                         | 225      | 1.14     | 203        | 0.94       |      |          |
| 总计                                  | 总计                                       | 总计                                           | 19,762   | 100      | 21,519     | 100        | 49   | 33       |

### 历届市长

让-弗朗索瓦·丰泰纳先生

| 拉罗谢尔历届市长 |                           |                            |
| 任期             | 市长                      | 党派                       |
| 1945年－1947年   | 弗朗克·拉佩尔             | SFIO工人国际法国支部       |
| 1947年－1951年   | 奥古斯特·穆瓦纳尔         | CNIP全国独立人士与农民中心 |
| 1951年－1958年   | 勒内·贝尔纳·德·圣阿夫里克 | CNIP全国独立人士与农民中心 |
| 1958年－1959年   | 爱德华·莫尔什             | CNIP全国独立人士与农民中心 |
| 1959年－1971年   | 安德烈·萨拉代纳           | UNR新共和国联盟            |
| 1971年－1999年   | 米歇尔·克雷波             | PRG左派激進黨              |
| 1999年－2014年   | 马克西姆·博诺             | PS社会党                   |
| 2014年－         | 让-弗朗索瓦·丰泰纳        | DVG左翼无党派人士          |

### 各级选举
在2019年欧洲议会选举中，由共和国前进！和民主运动支持的“再生党”（Renaissance）在拉罗谢尔获得27.13%的支持率，居所有候选党派首位。
在2017年的法国总统大选的首轮和第二轮投票中，法国第25任总统埃马纽埃尔·马克龙在拉罗谢尔分别获得了29.09%和79.75%的支持率，均居所有候选人首位。
在2015年法国大区选举的首轮和第二轮投票中，阿兰·鲁塞在拉罗谢尔分别获得32.21%和52.38%的支持率，均居所有候选人首位。
在2015年法国省级选举中，拉罗谢尔的三个选区结果分别如下：
| 拉罗谢尔2015年省级选举结果 | |          | |            |           |
| 选区                       | 首轮选举                                                                                           | 首轮选举 | 第二轮选举                                                                                         | 第二轮选举 | 来源      |
| 选区                       | 胜出者                                                                                             | 支持率   | 胜出者                                                                                             | 支持率     | 来源      |
| 拉罗谢尔第一县             | - 皮埃尔·马尔博斯克（Pierre Malbosc）先生 - 玛丽利丝·弗勒雷-帕尼乌（Marylise Fleuret-Pagnoux）女士 | 23.53%   | - 皮埃尔·马尔博斯克（Pierre Malbosc）先生 - 玛丽利丝·弗勒雷-帕尼乌（Marylise Fleuret-Pagnoux）女士 | 54.28%     | [ 社 24 ] |
| 拉罗谢尔第二县             | - 布吕诺·莱阿尔（Bruno Léal）先生 - 韦罗妮克·拉法尔格（Véronique Laffargue）女士                   | 28.74%   | - 多米尼克·盖戈（Dominique Guégo）先生 - 帕特里夏·弗柳（Patricia Friou）女士                       | 52.85%     | [ 社 25 ] |
| 拉罗谢尔第三县             | - 皮埃尔·罗班（Pierre Robin）先生 - 娜代热·德西尔（Nadège Désir）女士                              | 24.83%   | - 皮埃尔·罗班（Pierre Robin）先生 - 娜代热·德西尔（Nadège Désir）女士                              | 59.48%     | [ 社 26 ] |

## 人口
拉罗谢尔是滨海夏朗德省人口最多的市镇。2018年，拉罗谢尔市镇人口数量为76,114，在法国排名第65位。其中男性35,180人，女性40,555人，75岁及以上人口占10.1%，外籍人口数量为24,687人，人口密度为2,677人/平方公里，当地居民被称为（男性）或（女性）。2019年，拉罗谢尔境内出生721人，死亡人口731人。
| 年份   | 1936   | 1946   | 1954   | 1962   | 1968   | 1975   | 1982   | 1990   | 1999   | 2006   | 2011   | 2016   | 2018   |
| ------ | ------ | ------ | ------ | ------ | ------ | ------ | ------ | ------ | ------ | ------ | ------ | ------ | ------ |
| 人口數 | 47,737 | 48,923 | 58,799 | 66,590 | 73,347 | 79,757 | 75,840 | 71,094 | 76,584 | 77,196 | 74,880 | 75,736 | 76,114 |

## 经济

### 产业分布

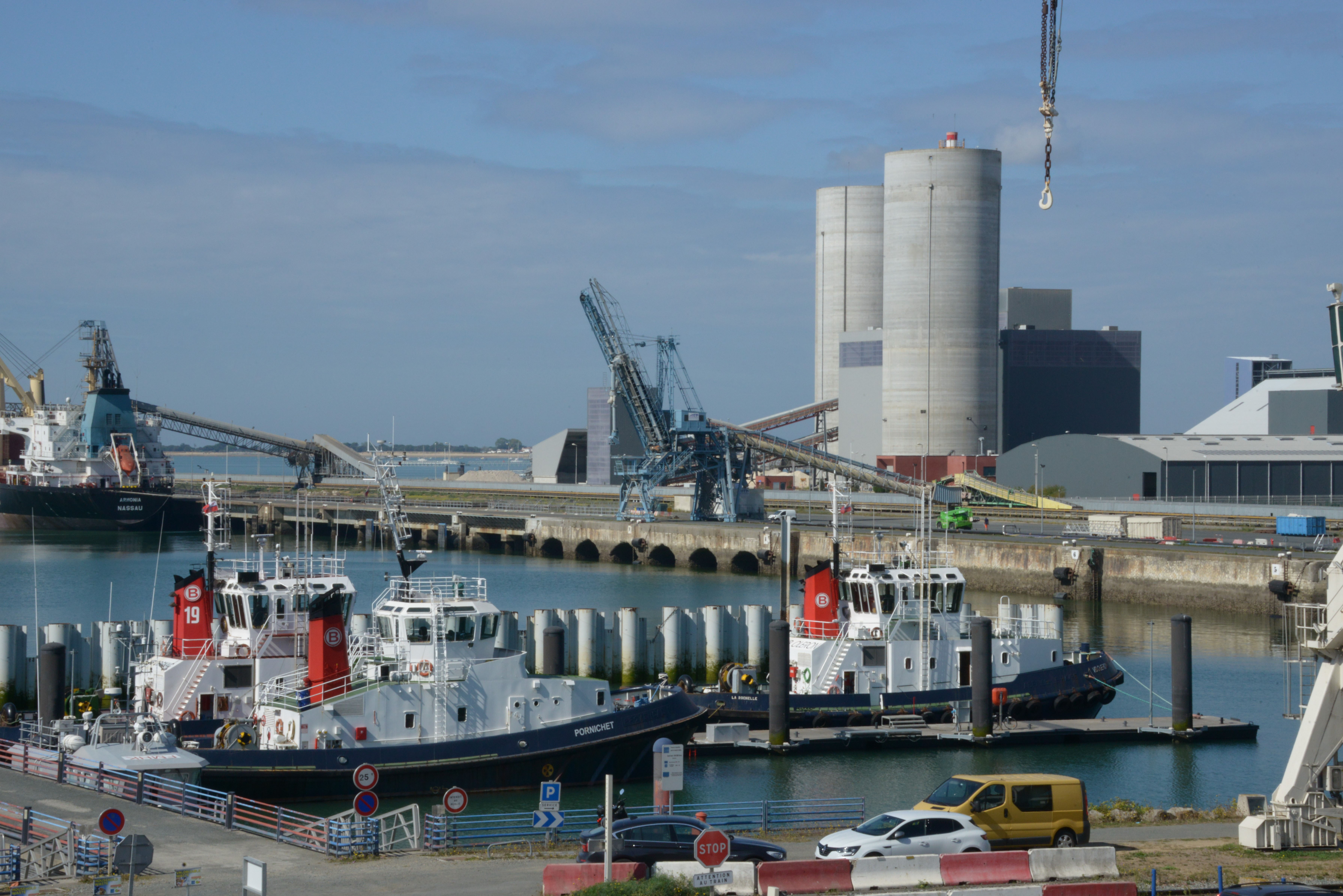
拉罗谢尔港口作业区

在第一产业方面，拉罗谢尔附近地形平坦，光照和水源均较为充足，使得大部分温带植物生长，其所在的滨海夏朗德省的法国西部重要的农业和畜牧业区。自19世纪工业革命起，拉罗谢尔市镇范围内快速完成工业和城市化发展，仅市区东部和北部保留有少量部分农业区域；而拉罗谢尔附近海域的传统渔业捕捞也逐年减少，人工养殖渔场多分布于拉罗谢尔以北人口较少的沿海市镇。至2017年，拉罗谢尔境内有40家农业类经营单位，占企业总数的1.1%；相关就业总人数为100人，占总就业数的0.2%。
在第二产业方面，拉罗谢尔在工业革命期间为一个区域性的工业中心，二战后因城市扩张和生态环境保护的需要，当地的工业生产部门普遍转型。2017年，利摩日的工业及建筑业用人单位数量为371家，占总数的10.5%；相关就业总人数为3,892，占总人数的9.7%。
在第三产业方面，拉罗谢尔是滨海夏朗德省的经济、文化、科教、通讯、医疗中心，法国主要银行、通信、保险等机构和多家大型企业的在拉罗谢尔设有分支；此外拉罗谢尔也是法国西部重要的旅游城市，旅游及相关接待和文化产业是在当地经济中占有较大比例。2017年，拉罗谢尔的第三产业相关就业单位有3,148家，占总就业单位数量的88.4%；从业人数为36,150人，占就业总人数90%。

### 主要企业
拉罗谢尔是法国西部的一个区域性中心城市，位于南特和波尔多两大都会区的中点位置。港口运输和旅游业是当地重要的经济来源。截至2021年5月，拉罗谢尔市镇范围内共有各类用人单位16,626家，平均历史为15年，其中98.54%为中小型企业（PME）。拉罗谢尔工商会是当地的经济监管部门，负责其境内各类用人单位及经济设施的管理。
| 拉罗谢尔境内的主要大型企业 |      |                                   |              |          |                   |           |
| 企业                       | 类型 | 法语原名                          | 领域         | 员工数量 | 营业额 （2019年） | 数据来源  |
| 拉罗谢尔汽车经销           | 总部 | Comptoir Automobile Rochelais     | 汽车销售     | 225      | 140,461,240 €     | [ 社 34 ] |
| 滨海汽车经销               | 总部 | Littoral Automobiles Distribution | 汽车销售     | 169      | 106,009,200 €     | [ 社 35 ] |
| 弗洛贝尔控股               | 总部 | Holding Flober                    | 财政管理     | 200      | 71,263,517 €      | [ 社 36 ] |
| 索泰勒经销                 | 总部 | Sautel Distribution               | 大型零售     | 214      | 71,068,346 €      | [ 社 37 ] |
| SEMAT                      | 总部 | SEMAT                             | 汽车零件生产 | 274      | 68,878,073 €      | [ 社 38 ] |

阿尔斯通拉罗谢尔工厂位于拉罗谢尔市区以南的艾特雷境内，该工厂主要负责高速列车及各类城市轨道交通车辆的生产和组装，至2020年共有员工数量超过1,000人，是这一地区规模最大的企业。

### 财政
2019年，拉罗谢尔的财政收入总额为132,747,000欧元，财政支出总额为120,051,000欧元，当年的债务总额为78,319,500欧元。根据2020年底拉罗谢尔政府发布的财政报告，当地2021年的财政收入总额预计为1.814亿欧元，比2020年减少约0.3%；财政支出总额预计为1.755亿欧元，比2020年减少10%。
2020年，拉罗谢尔共获得21,287,958欧元的国家财政补助，比上一年减少了0.01%。

### 居民收入
2017年，拉罗谢尔的人均月收入总额为2,115欧元，其中高级职员为3,874欧元，低于法国平均水平（4,214欧元）；中级职员为2,178欧元，低于法国平均水平（2,353欧元）；普通职员为1,620欧元，亦低于法国平均水平（1,690欧元）。
2017年，拉罗谢尔境内的青壮年（15至64岁）失业率为20%，当地49.6%的家庭拥有纳税资格，平均纳税3,764欧元，低于法国平均水平（3,888欧元）。

## 社会事务

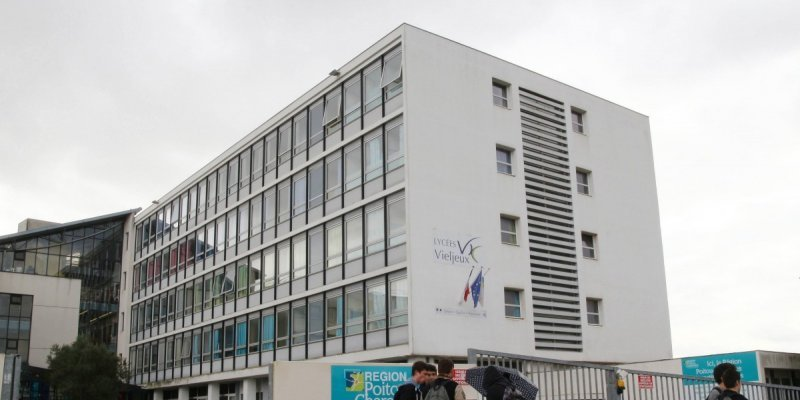
维耶尔若高级中学

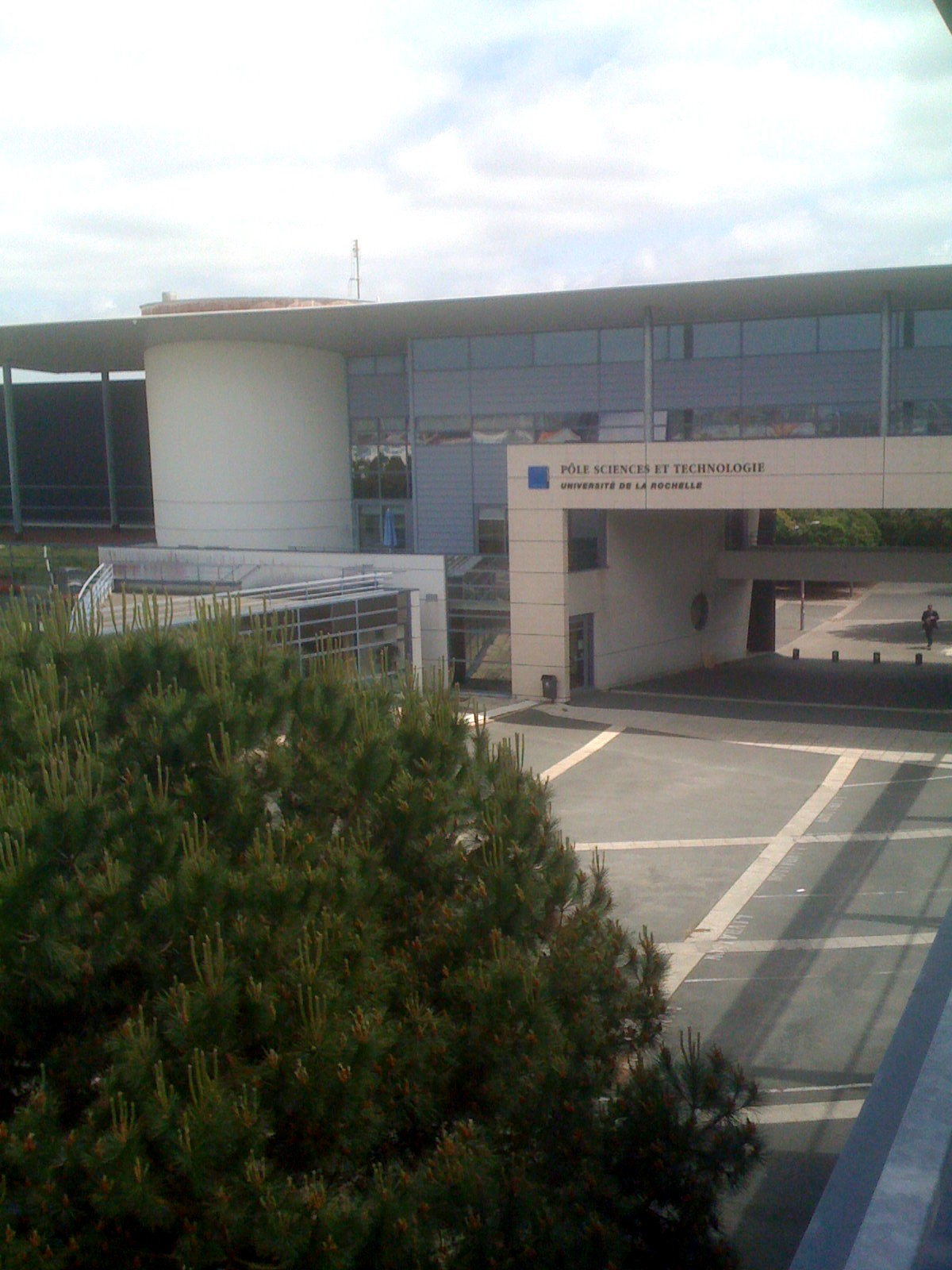
拉罗谢尔大学的一处教学楼

### 教育
拉罗谢尔属于普瓦捷学区。截止2019年1月1日，拉罗谢尔境内共有20所幼儿园、23所小学、7所初级中学、6所普通高中和6所职业高中，其中部分高中开设大学校预科班。2018至2019学年度，拉罗谢尔境内共有学生11,548名。
自20世纪70年代后，拉罗谢尔开始逐渐成为一个大学城，普瓦捷大学拉罗谢尔应用技术学院（IUT de La Rochelle）建成于1968年，后于1993年独立为拉罗谢尔大学，成为法国的一所综合性公立大学。拉罗谢尔综合工程师学校是法国的一所工程师大学校；拉罗谢尔商学院成立于1988年，是一所私立高等学府。
在高等教育方面，拉罗谢尔大学是法国的一所综合性公立大学，下属多个二级学院：
| 拉罗谢尔境内的主要高等学府 | 拉罗谢尔境内的主要高等学府 | 拉罗谢尔境内的主要高等学府 | 拉罗谢尔境内的主要高等学府 | 拉罗谢尔境内的主要高等学府                                                       |
| 中文名称                   | 法语名称或缩写             | 类别                       | 成立年代                   | 下设二级学院                                                                     |
| -------------------------- | -------------------------- | -------------------------- | -------------------------- | -------------------------------------------------------------------------------- |
| 拉罗谢尔大学               | Université de La Rochelle  | 公立综合性大学             | 1993                       | - 经管政法学院 （含管理商学院） - 社科艺术学院 （含亚太语言学院） - 科学技术学院 |
| 拉罗谢尔大学技术学院       | IUT de La Rochelle         | 大学技术学院               | 1968                       | 5个专业                                                                          |
| 拉罗谢尔通用工程师学校     | IAE La Rochelle            | 私立工程师学校、大学校     | 1989                       | 11个专业                                                                         |
| Excelia商学院              | Excelia                    | 私立商学院                 | 1988                       | 8个大方向                                                                        |
| 高等创新、概念、模拟学校   | ESICS                      | 私立高等学校               | 1999                       | 4个大方向                                                                        |

### 医疗
截止2019年1月1日，拉罗谢尔境内共有全科医生123名、保健师144名、牙医70名、护士100名、耳科医生4名、眼科医生13名、皮肤科医生10名、助产士14名、儿科医生9名和妇科医生19名。境内共有药房32家、养老院11家、残疾人帮扶中心8家。
拉罗谢尔中心医院，全名为“拉罗谢尔-雷岛-欧尼斯地区医疗集团”（Groupe Hospitalier La Rochelle - Ré - Aunis），是法国的一个区域性医疗机构，其主病区“圣路易医院”（Hôpital Saint-Louis）位于拉罗谢尔市区，设有床位1,253个，是当地规模最大的公立综合性医院。拉罗谢尔市区东北部与皮尔博罗交界处的大西洋诊疗中心（Clinique de l'Atlantique）是一个私立综合性医院，开设有23个科室，共设有床位133个。

### 住房

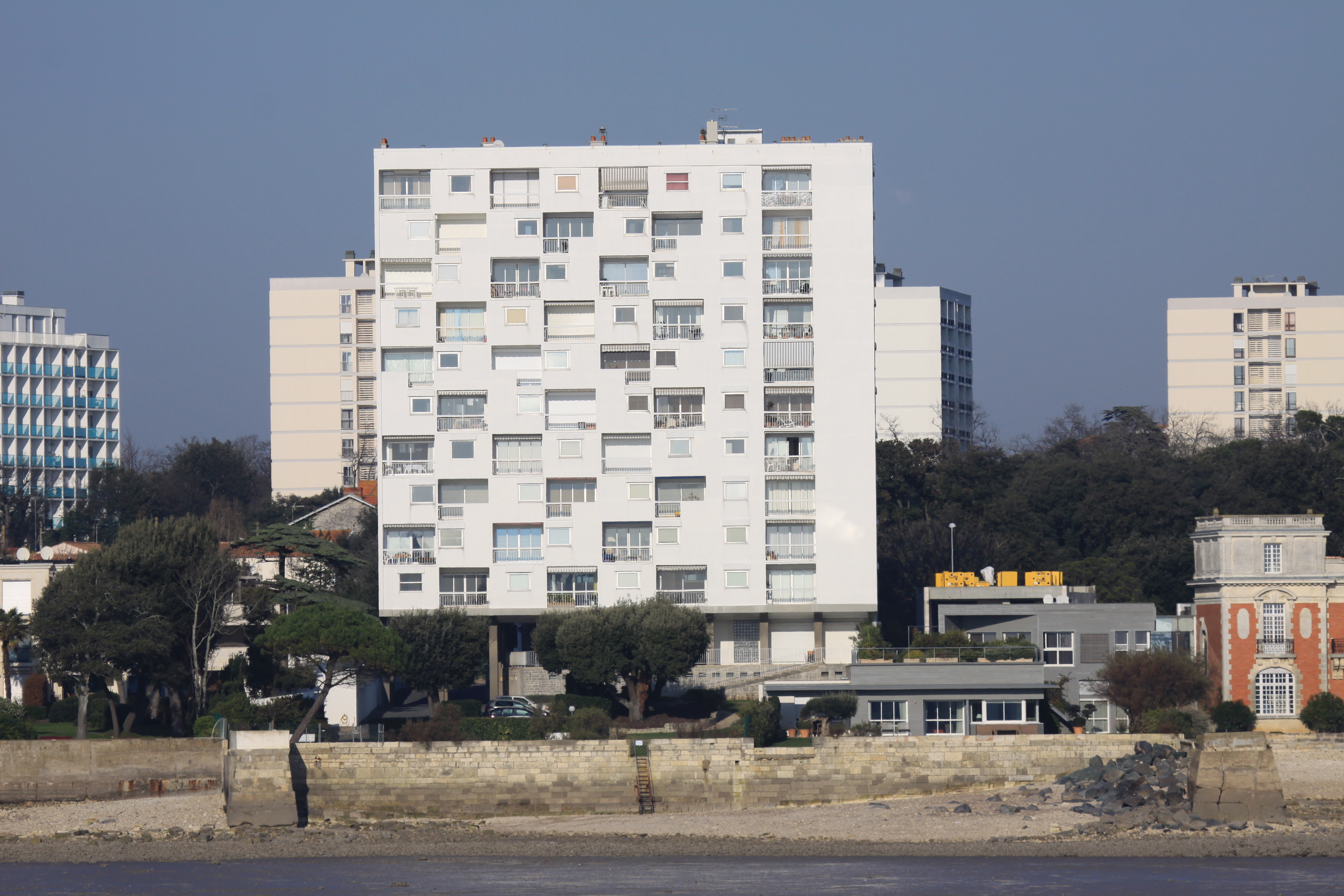
拉罗谢尔的一处海滨公寓楼

2017年，拉罗谢尔境内共有各类住房52,031套，其中31.6%为独立式居民区，主要分布于市区西部的拉勒（Laleu）和拉帕利斯（La Pallice）街区、北部的费蒂伊（Fétilly）街区、东北部的博勒加尔（Beauregard）街区和东南部的塔东（Tasdon）街区；67.3%为集中式居民区，主要分布于市区西部的米勒伊（Mireuil）街区、东部的莱萨利讷新城（Villeneuve les Salines）街区和南部的莱米尼姆港（Les Minimes）街区。常住房屋占拉罗谢尔市镇范围内居民建筑总量的81.9%。拉罗谢尔境内共有三处“优先城市开发区”（ZUP），2013年区域总人口数量为13,371人。
拉罗谢尔境内的住房管理事务由其所在的城市圈公共社区负责，2015年，该社区制定发布了《2016至2021区域房屋规划方案》（PLH），计划在此期间每年新增1,900处新房，其中包括500处社会保障性房屋，并为不同年龄段的人群制订相应的住房政策，以全面提升当地居民住房条件。
在住房保障政策方面，2017年，拉罗谢尔境内共有16,832户家庭获得了住房经济补助，受益人数占总人口数量的22.2%，其中16,628份为房租补助。

### 商业

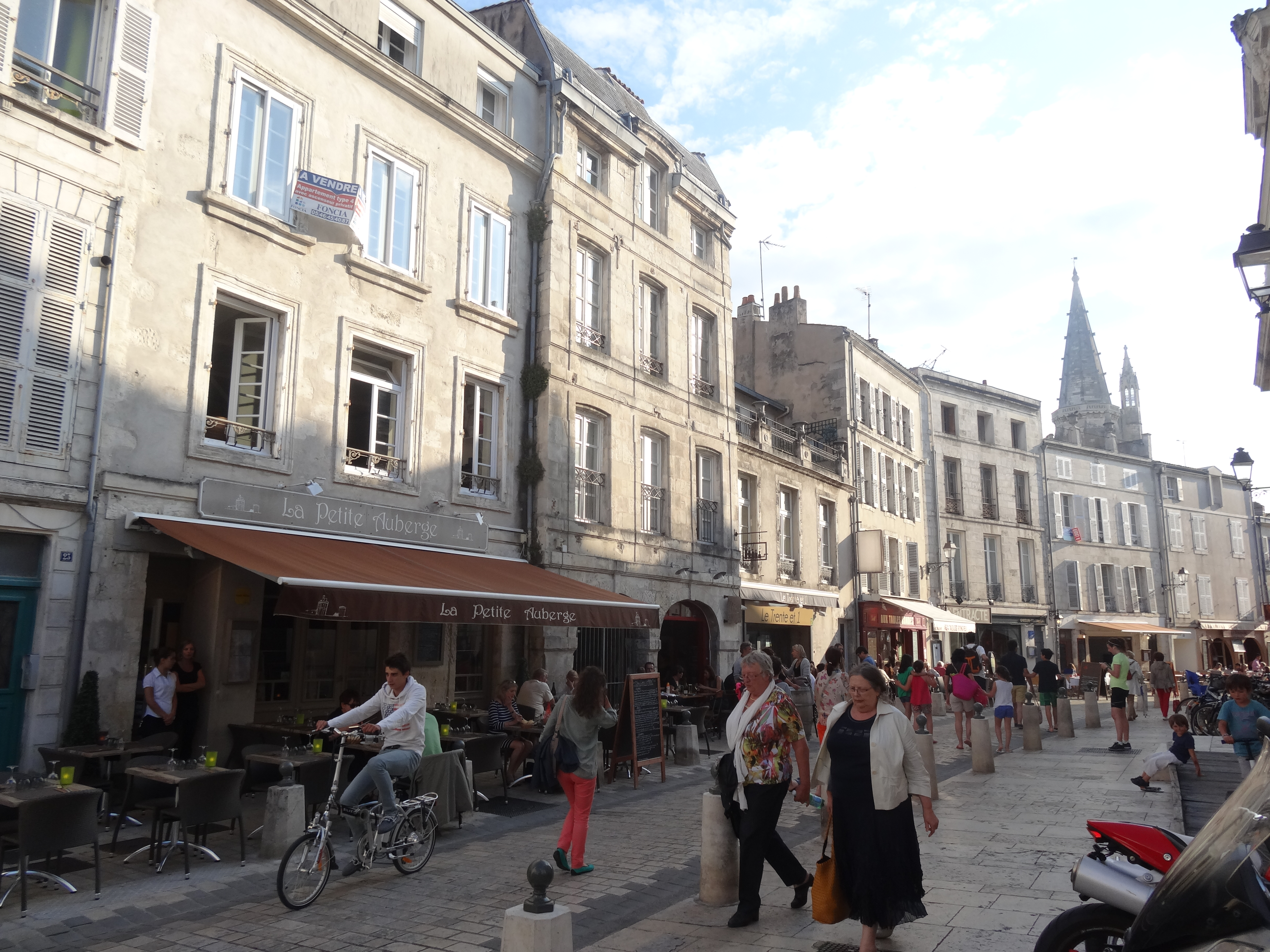
拉罗谢尔老城的商业街

2019年，拉罗谢尔境内共有各类实体商铺2,421家，其中餐厅487家、大型超市17家、杂货店42家、面包房70家、肉铺34家、书店44家、装饰品店16家、银行门店64家、美容美发店124家、汽车维修店68家。
拉罗谢尔境内的商业主要为传统小型店铺，集中于老城区南部，其中神庙街（rue du Temple）、港口街（rue du Port）、市府街（rue de l'Hôtel de Ville）和圣索沃尔街（rue Saint-Sauveur）为商业步行街，而市长街（rue du Chef de Ville）和宫殿街（rue du Palais）两侧建有骑楼。拉罗谢尔市镇范围内共有一家E.Leclerc超市、一家Monoprix超市、三家Intermarché超市和六家家乐福便民店。市区北部的拉戈尔、东北部的皮尔博罗和南部的昂古兰境内均建有大型开放式商业中心。

### 通讯

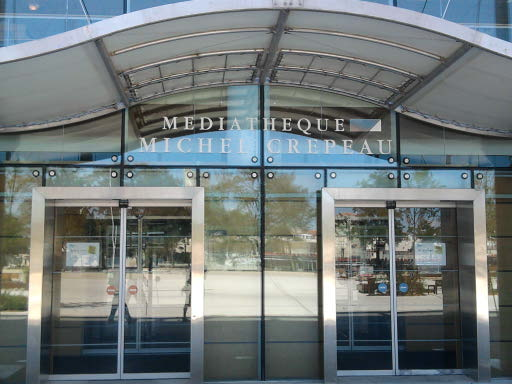
米歇尔·克雷波多媒体图书馆

法国主要的媒体均可在拉罗谢尔接收，法国电视三台下属的新阿基坦大区频道在部分时段播出拉罗谢尔所属区域的地方新闻。《西南报》是法国的一个重要的地方性报刊，总部位于波尔多，在拉罗谢尔设有发行部，负责整个滨海夏朗德省境内的新闻收集、编辑及发行。《拉罗谢尔日报》是拉罗谢尔市政府发行的官方报刊，主要刊登当地的地方性政策、历史、文化及民生讯息，每年出刊五次，免费向公众发放。在无线电广播方面，拉罗谢尔市镇范围内共可接受19个无线电台，其中蓝色法兰西、法兰西基督广播、维珍广播和思乡广播等在拉罗谢尔设有地方转播中心，组织并传送传送地方节目。在现代网络通讯方面，拉罗谢尔市政府在Facebook、Twitter、YouTube、Instagram等社交媒体上建有官方账号，不定期发布地方相关信息。

### 环境
拉罗谢尔的环境事务由其所属的城市圈公共社区负责。
2017年，拉罗谢尔境内共有8家污染企业，铅、汞是当地主要的土壤污染物。拉罗谢尔境内设有一处大气环境监测点，2015年测得的二氧化氮浓度平均值为24.5µg/m³、二氧化硫浓度平均值为1µg/m³、可吸入颗粒物浓度平均值为22µg/m³。距离拉罗谢尔最近的水文监测站位于佩里尼境内，该地2015年测得的水体坤化物浓度为0.5µg/L、汞化物浓度为0.1µg/L、硝酸盐浓度为80mg/L。

### 治安
拉罗谢尔市镇范围内共有三处派出所。距离拉罗谢尔最近的国家宪兵队位于滨海尼约勒境内，距离拉罗谢尔市区大约5.2公里。滨海夏朗德省消防指挥中心位于拉罗谢尔东南部的佩里尼境内，拉罗谢尔市区内则有两处消防站。
2014年，拉罗谢尔及附近地区共发生各类案件2,467起，其中盗窃类案件1,756起，经济类案件156起，毒品交易类案件146起。

## 文化
2019年，拉罗谢尔境内共有4家剧场、4家电影院、5家博物馆和1家音乐厅。拉罗谢尔美术博物馆建于1844年，是当地重要的文化设施。

### 城市形态

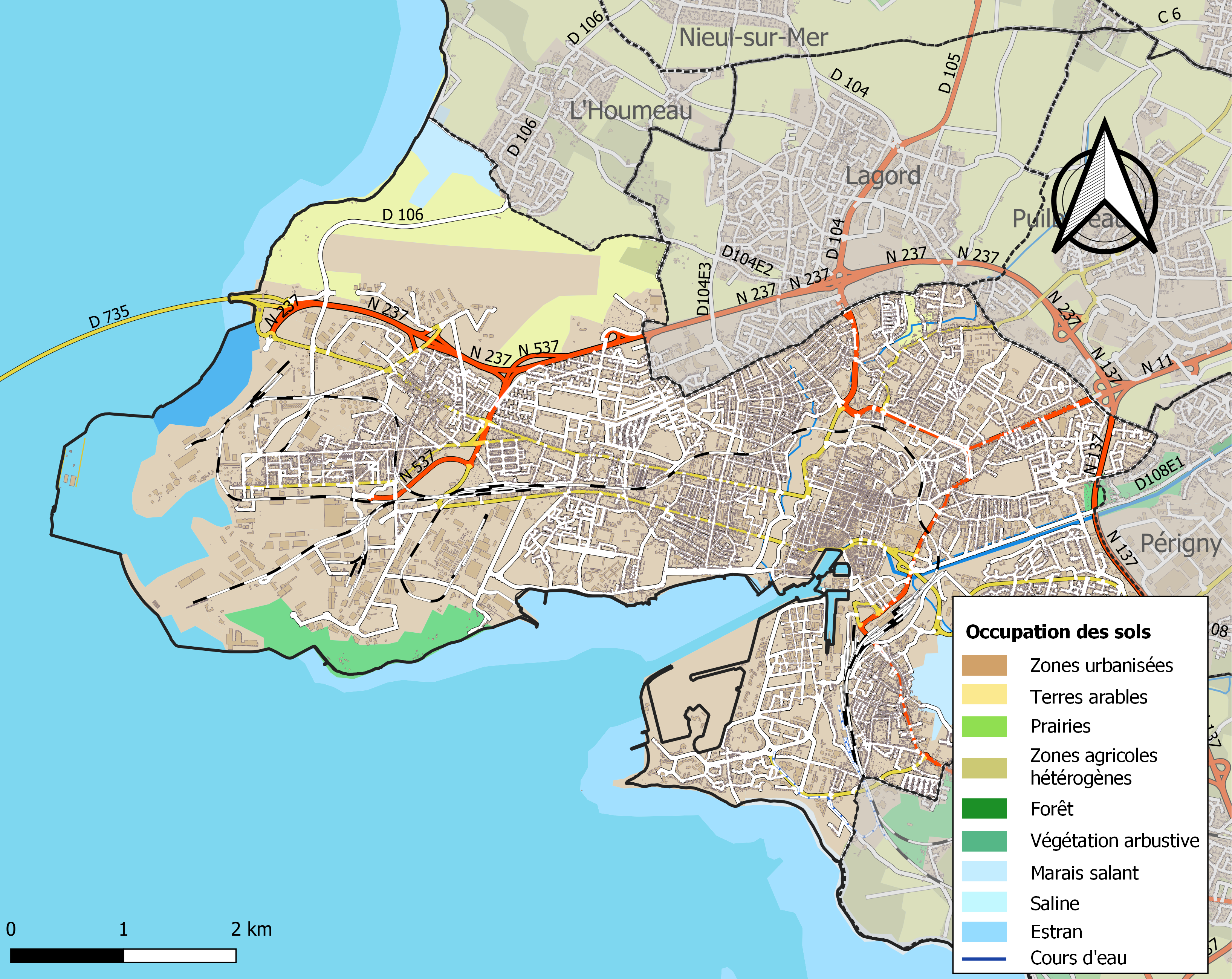
拉罗谢尔土地利用情况地图

拉罗谢尔是一座典型的海滨城市，海岸线占了市镇边界的三分之一，其中老港以及龙赛河整体被嵌入拉罗谢尔城区。拉罗谢尔老城位于港口北侧，其四周轮廓明显，历史上曾有高耸的城墙，法国大革命后被拆毁，其中城墙西段原址被改造为“沙吕耶公园”（Parc Charruyer），该园面积达40公顷，是当地规模最大的城市绿地。以老城为核心，埃米尔·诺芒丹街（rue Emile Normandin）、让·穆兰大街（avenue Jean Moulin）、阿尔贝一世街（rue Albert 1er）和城墙街（chemin du Rampart）是当地的主要四条放射性道路，分别连接艾特雷、佩里尼、皮尔博罗和拉戈尔；而勒克莱尔将军街（rue Général Leclerc）和让·吉通街（rue Jean Guiton）则向西延伸，连接市区西部的圣莫里斯以及拉帕利斯街区。
相比于同类型的海滨城市，尽管拉罗谢尔市区平坦，但由于各个街区的建设年代的不同，使得当地的建筑设施未能得到统筹规划，街道走向也普遍不规则，且除了位于城市外围的快速公路外，拉罗谢尔市区无贯穿全境的主干道路，这为当地的城市后续开发带来了一定难度。此外，拉罗谢尔的海岸线相对崎岖，致使当地市区内部的通勤道路多偏东分布，而铁路线的存在也加剧了拉罗谢尔市区的分裂，为改善这一局面，当地政府自2008年起启用“海豚门火车站”（Gare de Porte-Dauphine），以通过区域列车来缓解交通压力。此外，拉罗谢尔市政府自2020年起启动火车站改造计划，一座连接铁路线两侧的开放式人行天桥将于2022年初建成，该桥将直通火车站背后的让·穆兰P+R停车场，使得私家车用户可将车辆停靠于城市核心区外围，然后通过步行进入拉罗谢尔市区。

### 建筑
拉罗谢尔境内有多处历史遗迹，其中位于旧港两侧的圣尼古拉塔和铁链塔是当地的代表性建筑，此外还有拉罗谢尔大钟楼、圣路易大教堂、水下海军基地等。拉罗谢尔水族馆建成于1988年，占地8400平方米，是法国大西洋沿岸重要的海洋文化设施。

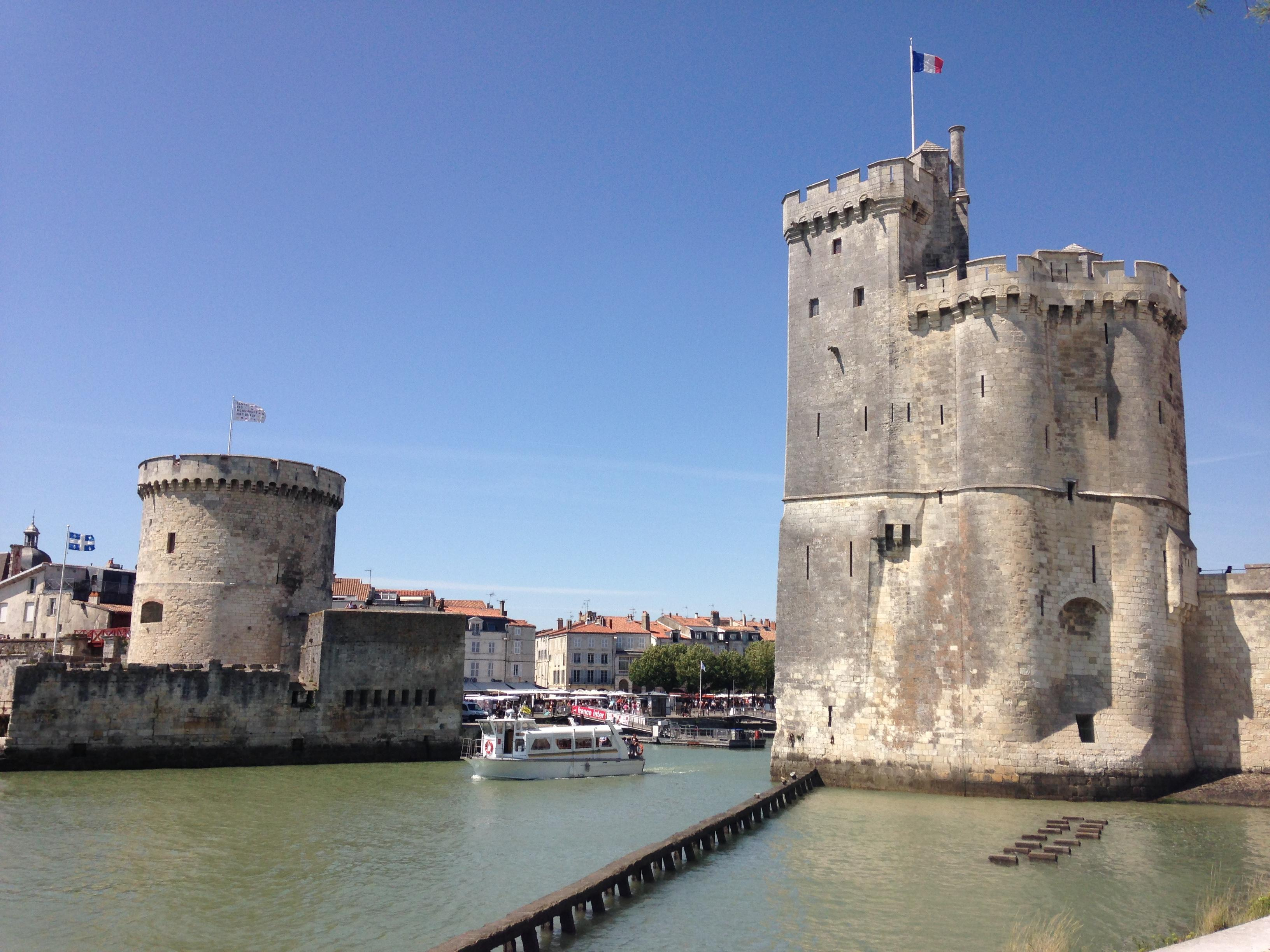
圣尼古拉塔（法语：Tour Saint-Nicolas）（左） 铁链塔（法语：Tour de la Chaîne）（右）
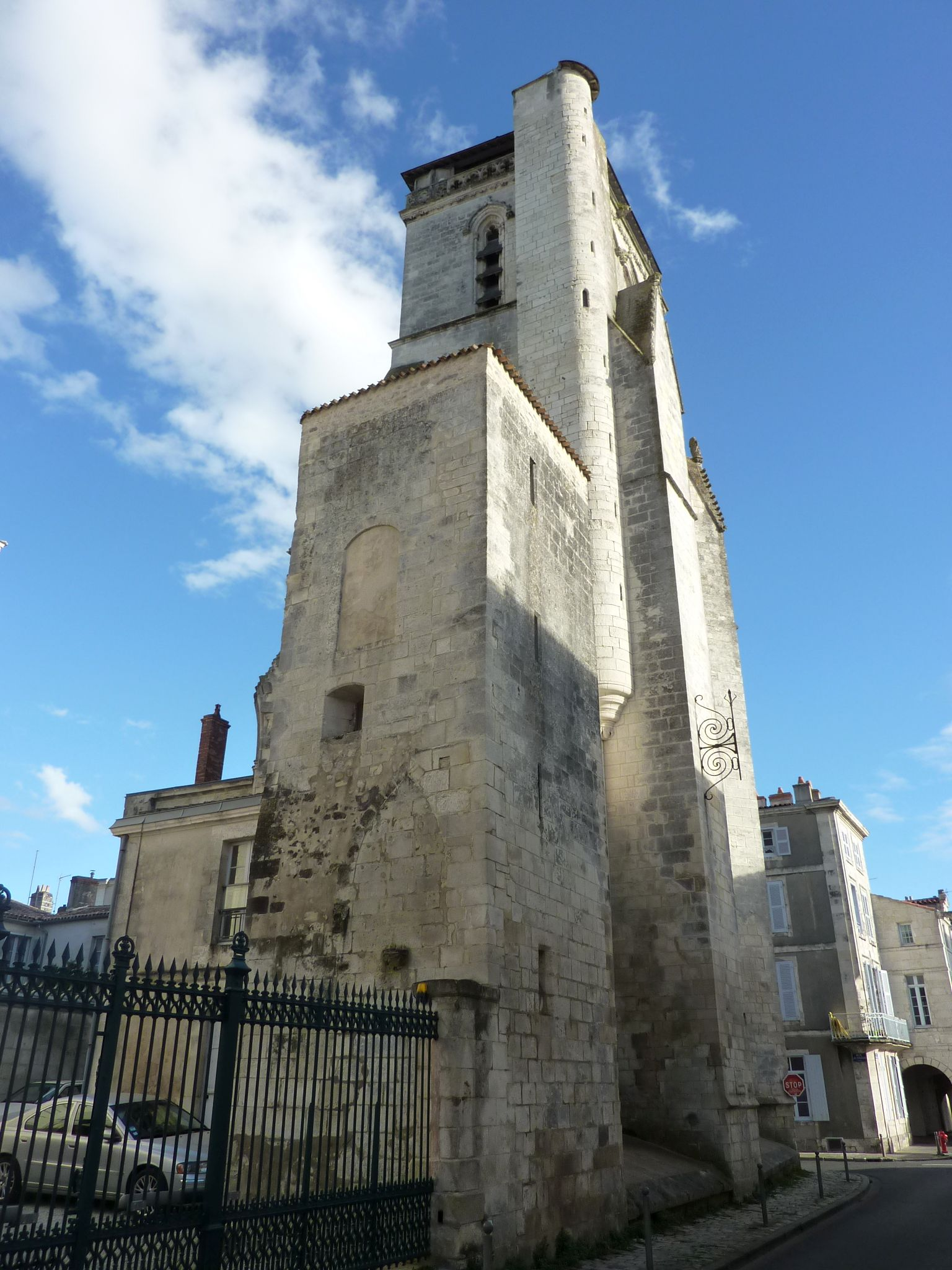
教堂钟楼
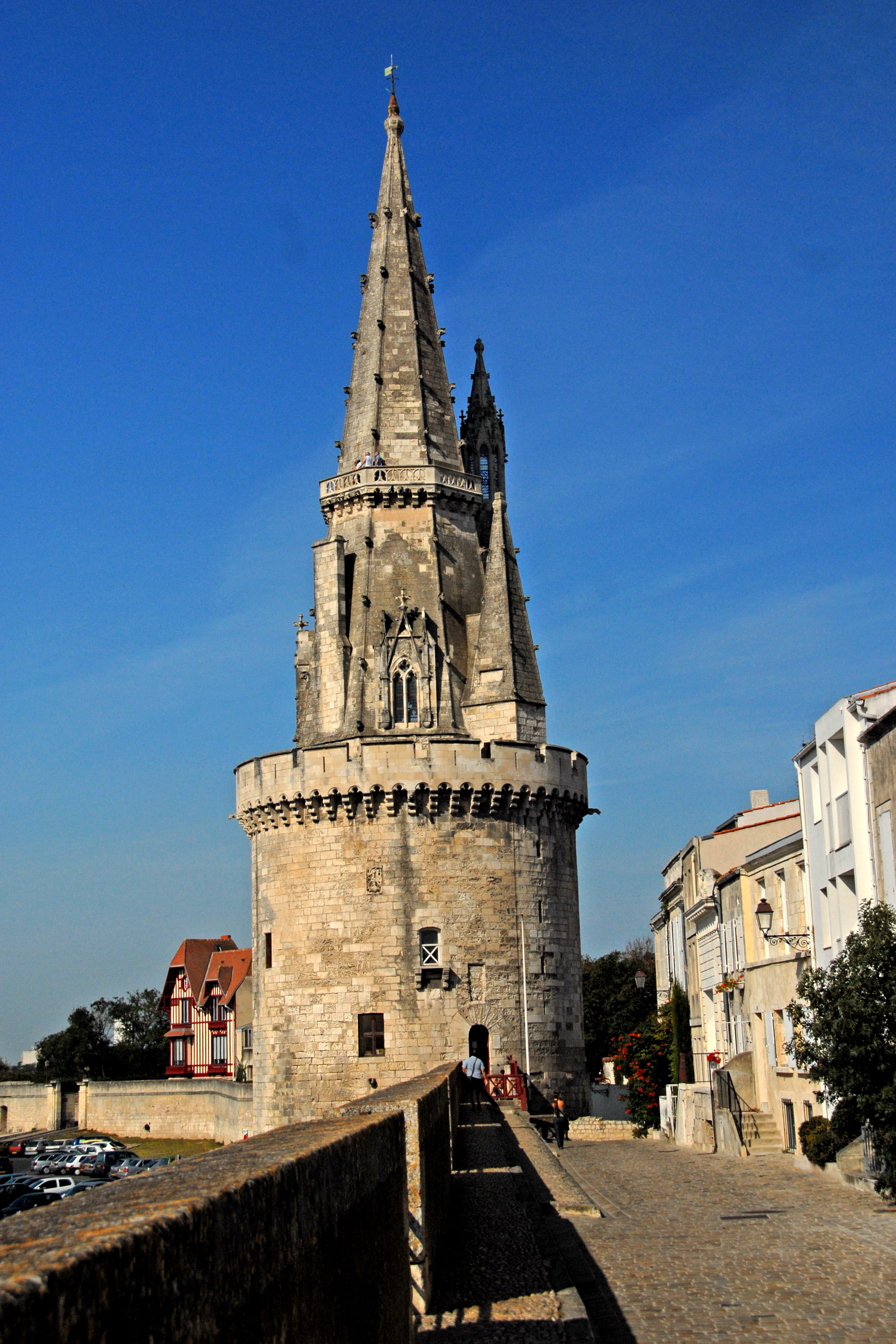
灯笼塔（法语：Tour de la Lanterne）
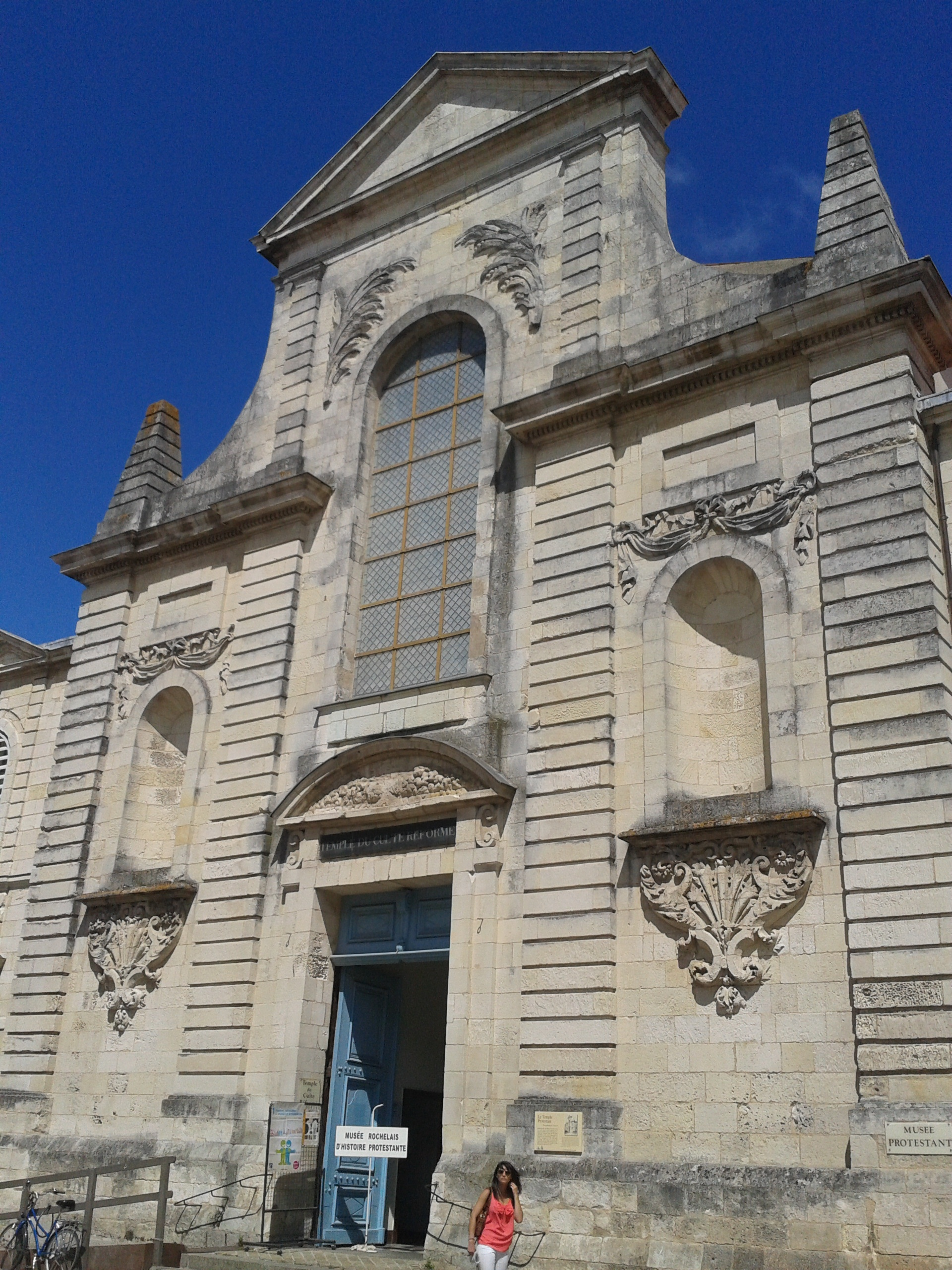
新教教堂（法语：Temple protestant de La Rochelle）
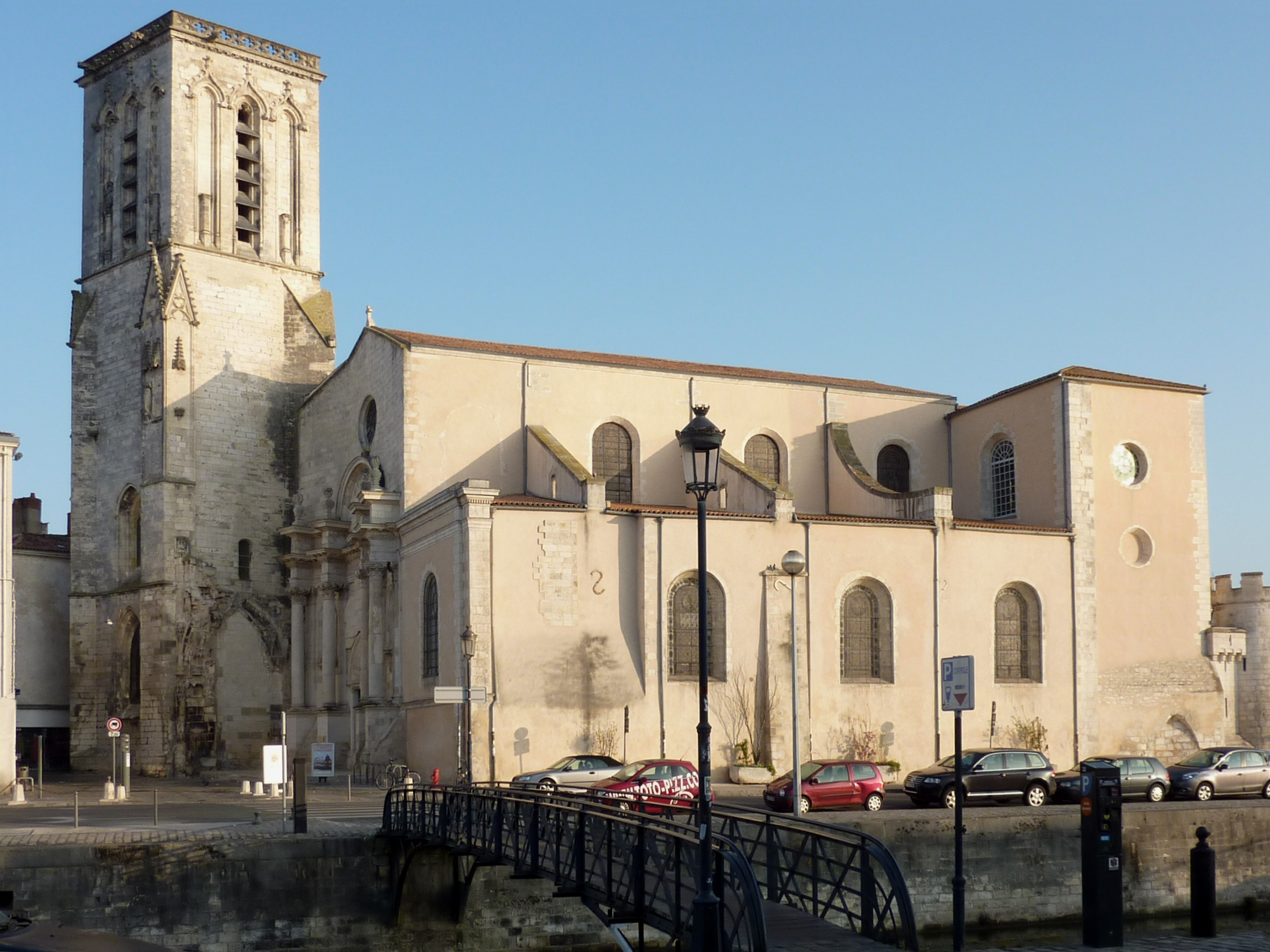
圣索沃尔教堂（法语：Église Saint-Sauveur de La Rochelle）
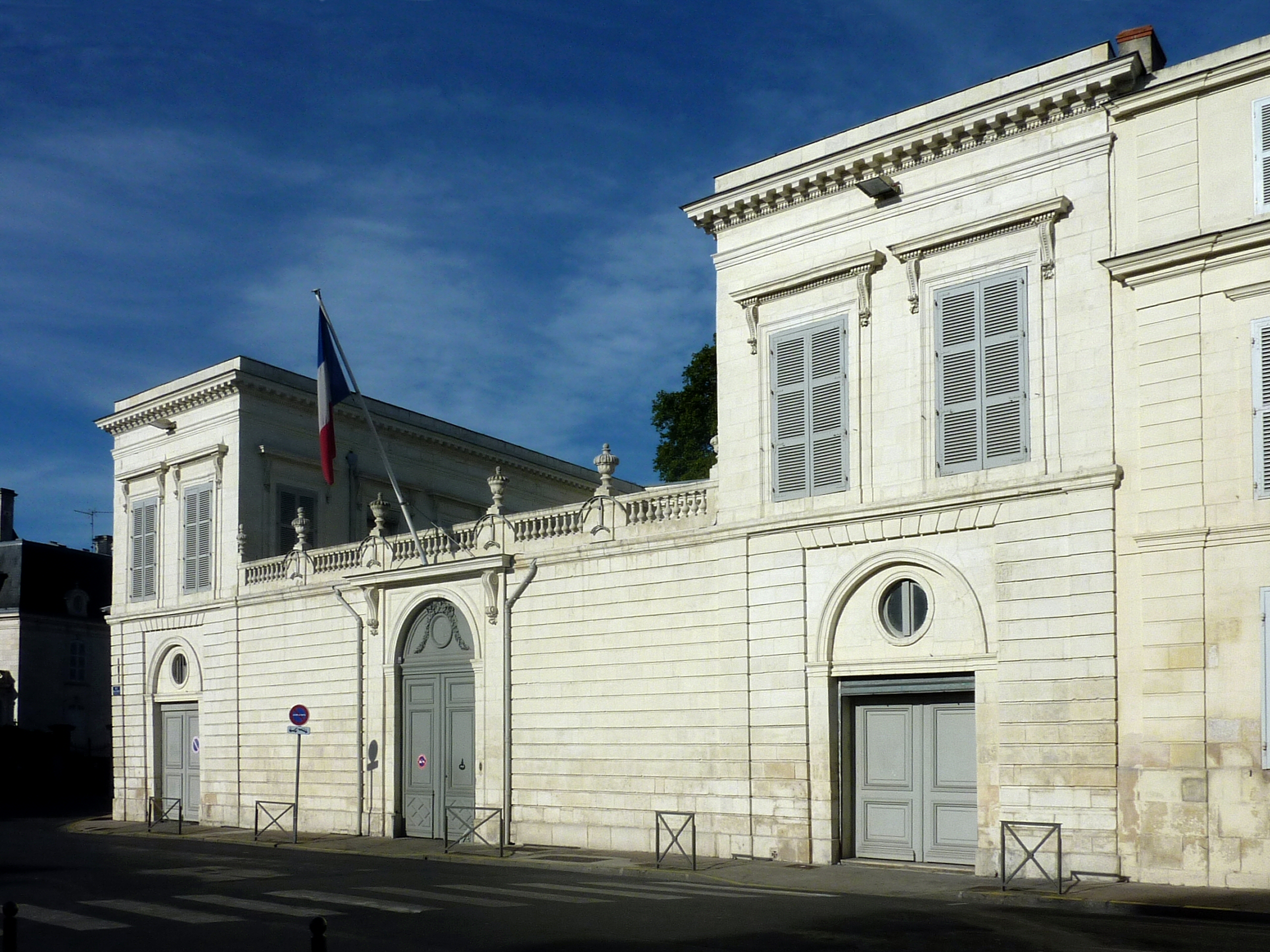
省政府大楼（法语：Hôtel de préfecture de la Charente-Maritime）
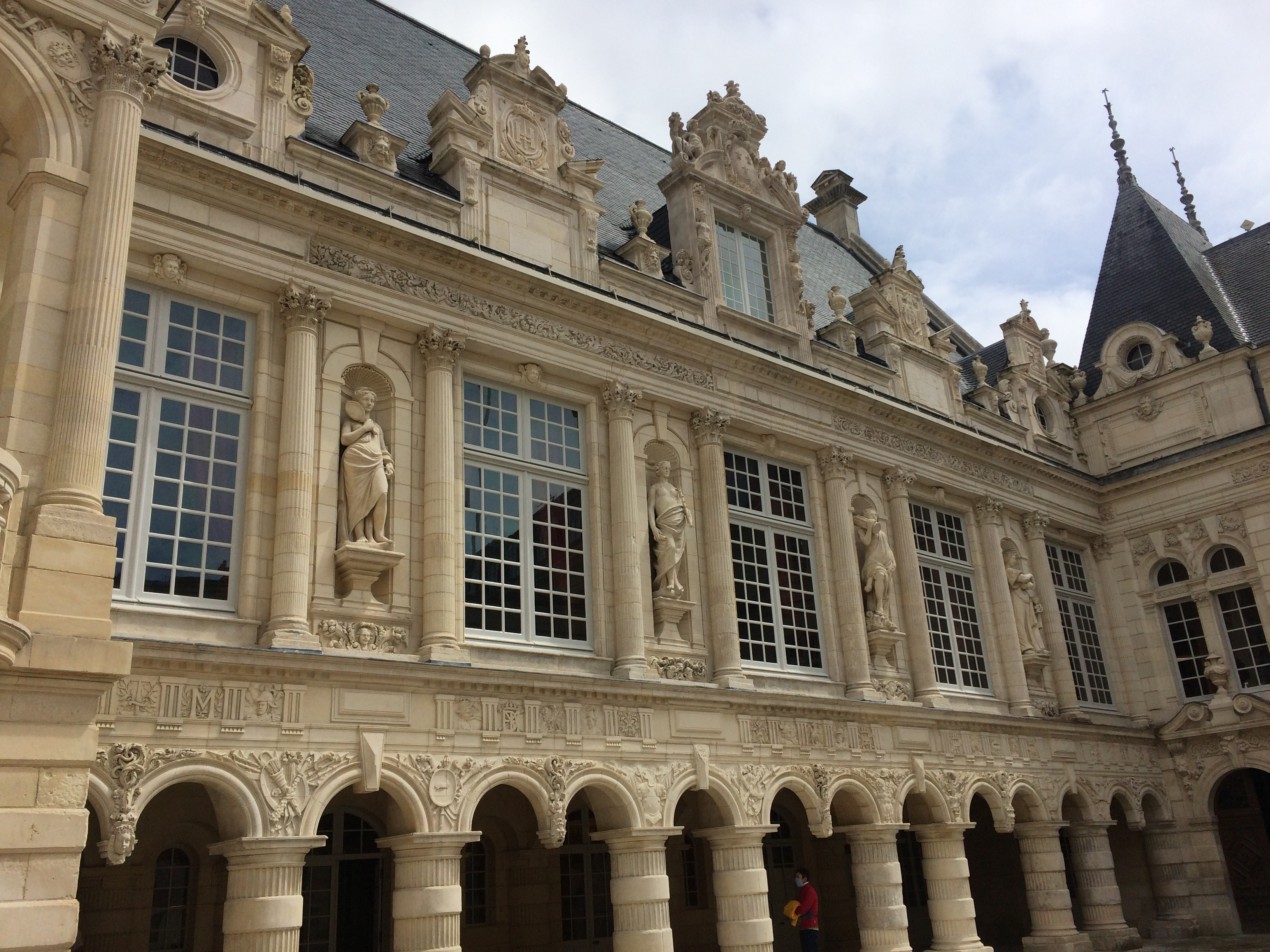
市政府（内部）
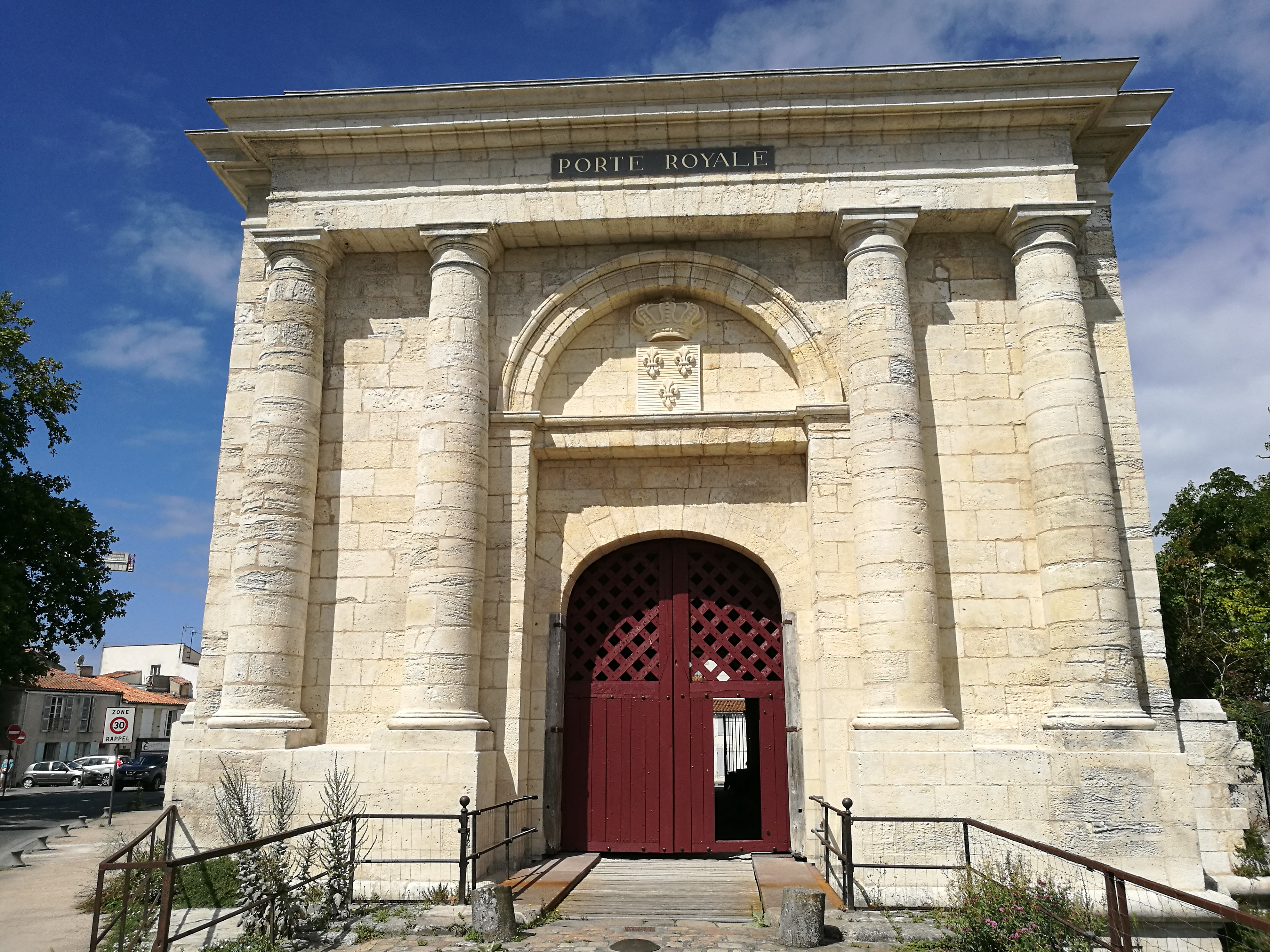
皇家门

### 旅游
拉罗谢尔是法国西部重要的旅游城市，也是前往雷岛及奥莱龙岛的最大中转站。拉罗谢尔港口每年夏季开行环海游轮，可围绕附近海岸线及博涯监狱。
拉罗谢尔的旅游事务由拉罗谢尔城市圈公共社区以及滨海夏朗德省和新阿基坦大区共同负责，当地设有一处游客接待中心。截至2020年5月，拉罗谢尔境内共有43家酒店共计1,925间房间，其中包括1家五星级酒店、5家四星级酒店、16家三星级酒店、16家二星级酒店、1家一星级酒店和4家未评星酒店；另有1个露营地，可容纳共159辆露营车。

### 宗教

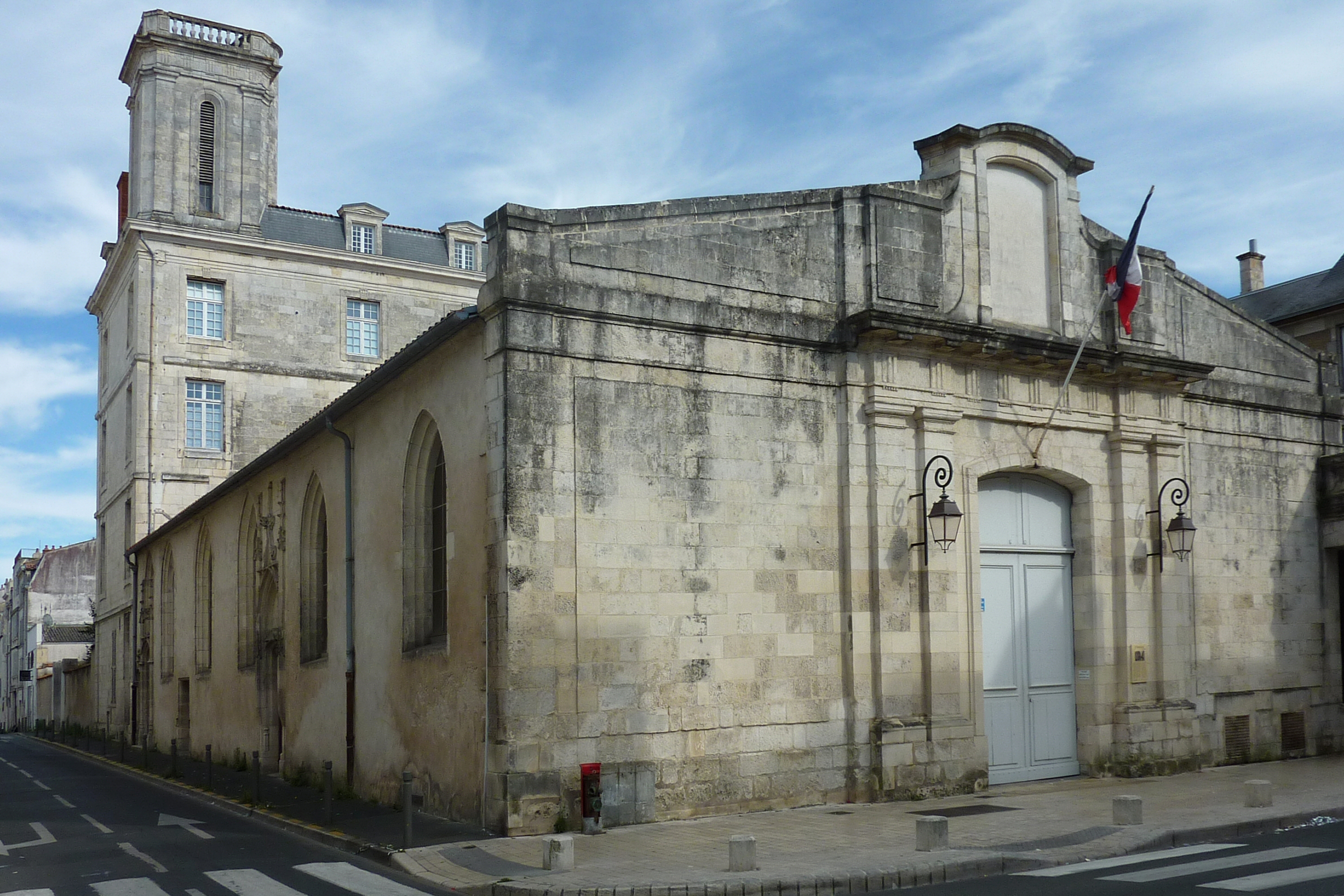
圣玛格丽特教堂

拉罗谢尔是天主教同名教区的首府，隶属于普瓦捷教省。截至2021年5月，该教区共包括8个总铎区和46个堂区，其范围覆盖了滨海夏朗德省全境以及海外领土圣皮埃尔和密克隆，其中拉罗谢尔市镇范围内共有15处教堂或祷告室。现任拉罗谢尔主教为乔治·科隆布先生，于2016年3月9日由方济各任命。
拉罗谢尔也是这一区域的一个穆斯林聚集区，拉罗谢尔大清真寺（مسجد لاروشال）建成于1996年，并于2004年进行了大规模的扩张，是当地主要的伊斯兰文化活动中心。2019年12月，拉罗谢尔开始筹备修建第二座清真寺。拉罗谢尔亦有多个穆斯林社团，其中2011年创建的“滨海夏朗德省阿尔及利亚人联盟”（Association des Algériens en Charente-Maritime）为当地的阿尔及利亚人及穆斯林团体提供帮助。
拉罗谢尔也是法国西部的新教文化中心，并被认为的北美大陆新教团体的发源地之一，其境内有数十处新教建筑。拉罗谢尔境内亦有一处噶举派佛教活动中心。

### 体育

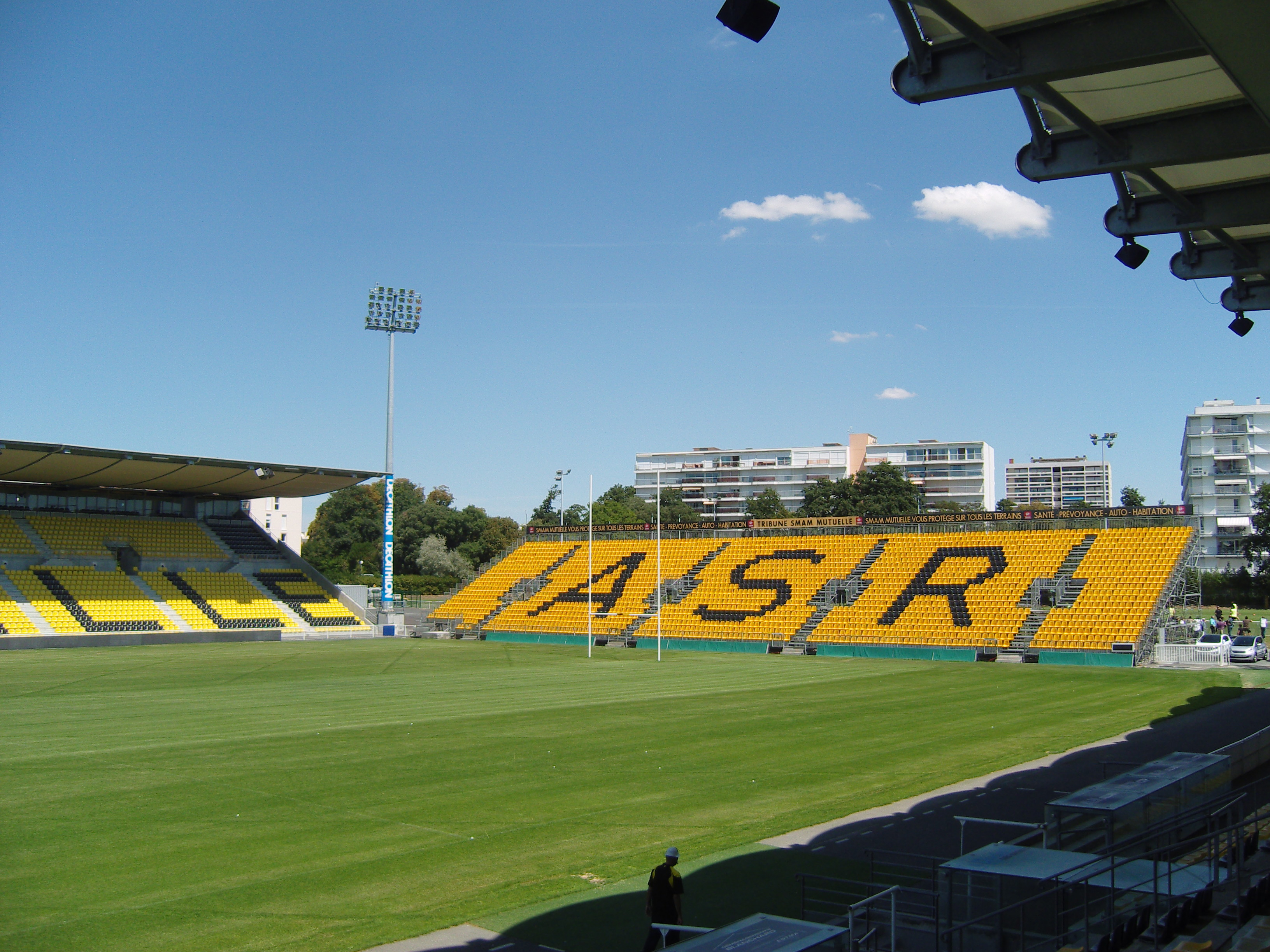
马塞尔·德弗朗德尔球场

2017年，拉罗谢尔境内共有2家游泳池、23间健身房、5座综合体育场、24处网球场、1处马术场、20处足球或橄榄球场以及9处篮球或排球场。
拉罗谢尔因橄榄球而闻名，拉罗谢尔体育会是一支职业橄榄球队，成立于1898年，自1998年起参加职业联赛，曾获得2018年橄榄球欧洲杯的四强和2021年橄榄球欧洲杯的亚军，2021至2022赛季参加法国橄榄球甲级联赛，其主场马塞尔·德弗朗德尔球场位于市区西部，可同时容纳1.6万名观众，是当地规模最大的体育设施。
在足球方面，截至2021年5月，拉罗谢尔境内共有七支注册足球俱乐部，其中包括一支五人制足球队。拉罗谢尔前进体育联盟是当地的代表性足球俱乐部，历史上曾参加过两个赛季的法国足球乙级联赛，2021至2022赛季参加新阿基坦大区足球联赛，其主场“弗朗索瓦·勒帕科球场”（Stade François Le Parco）位于市区西北部，可同时容纳3,700名观众。
拉罗谢尔篮球体育会成立于1932年，2018年起与橄榄球体育会合并，2021至2022赛季参加法国篮球全国甲组联赛（法丙）。
拉罗谢尔马拉松创建于1991年，每年举办，是当地重要的全民性体育赛事。截至2021年，共有22次环法自行车赛的路线经过拉罗谢尔。

### 文化活动
法语狂欢节创建于1985年，每年夏季在拉罗谢尔市中心举办，邀请电影、音乐、电视等多个领域的法语娱乐圈艺人，是法国西部重要的文化项目。拉罗谢尔国际电影节由法国电影评论人让-卢·帕塞克于1973年创办，每年7月举行，亦是当地重要的文化节日。除此之外，拉罗谢尔还定期举办虚幻电视节、音乐节、航海节等文化活动。

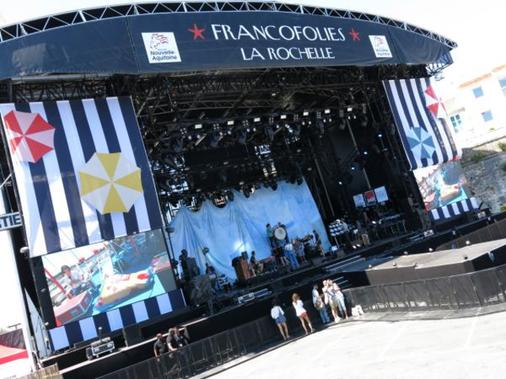
法语狂欢节（法语：Francofolies） （2017年）
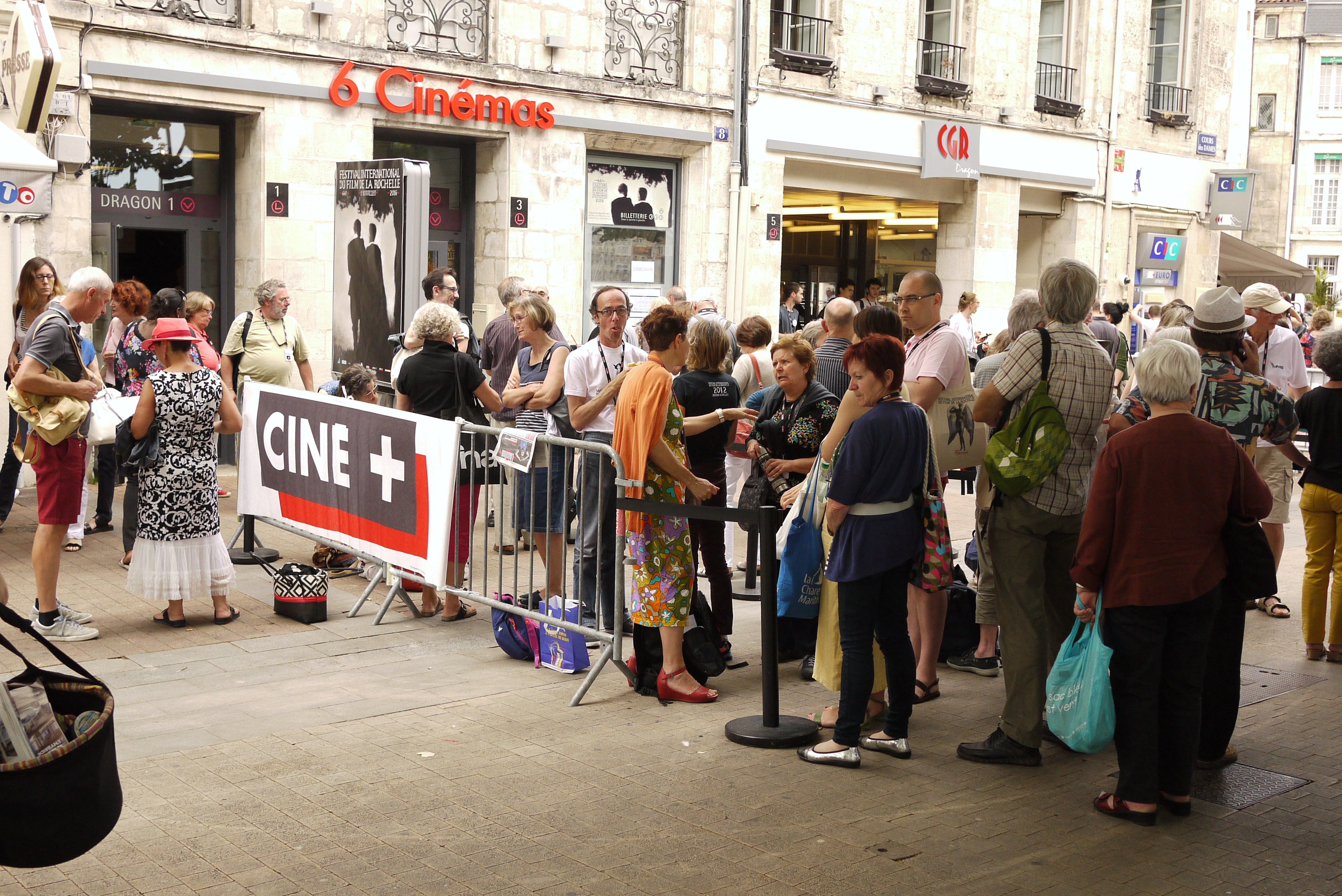
拉罗谢尔电影节（法语：Festival international du film de La Rochelle） （2016年）
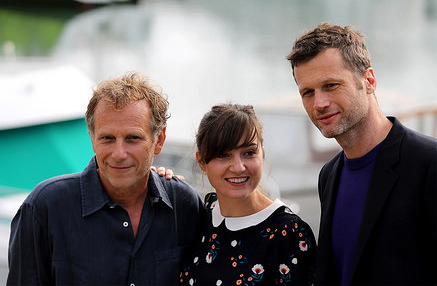
《冰冻（法语：Glacé (série télévisée)）》主演在虚幻电视节（法语：Festival de la fiction TV）上的合影 （2016年）
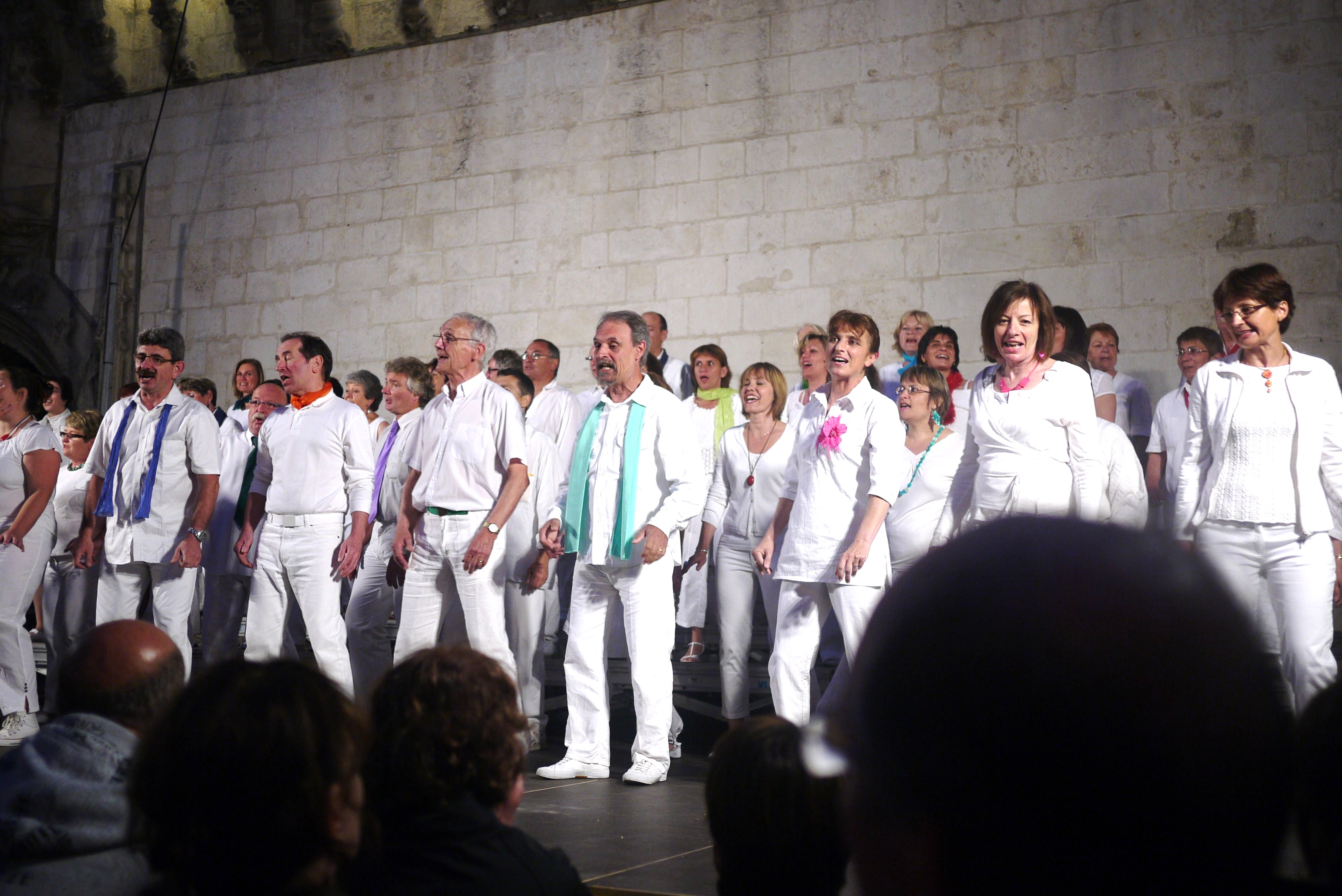
音乐节 （2010年）
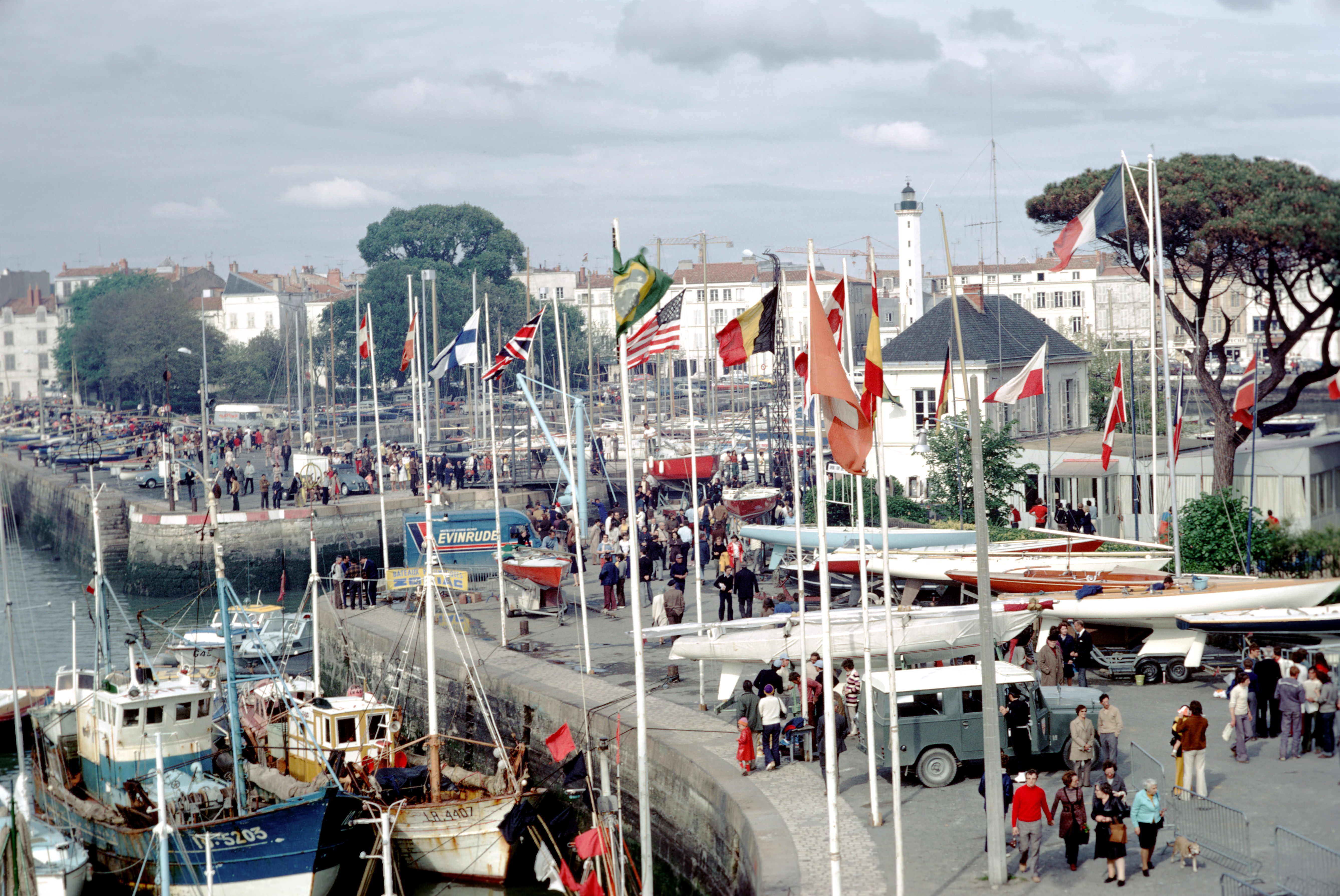
国际帆船赛 （1972年）
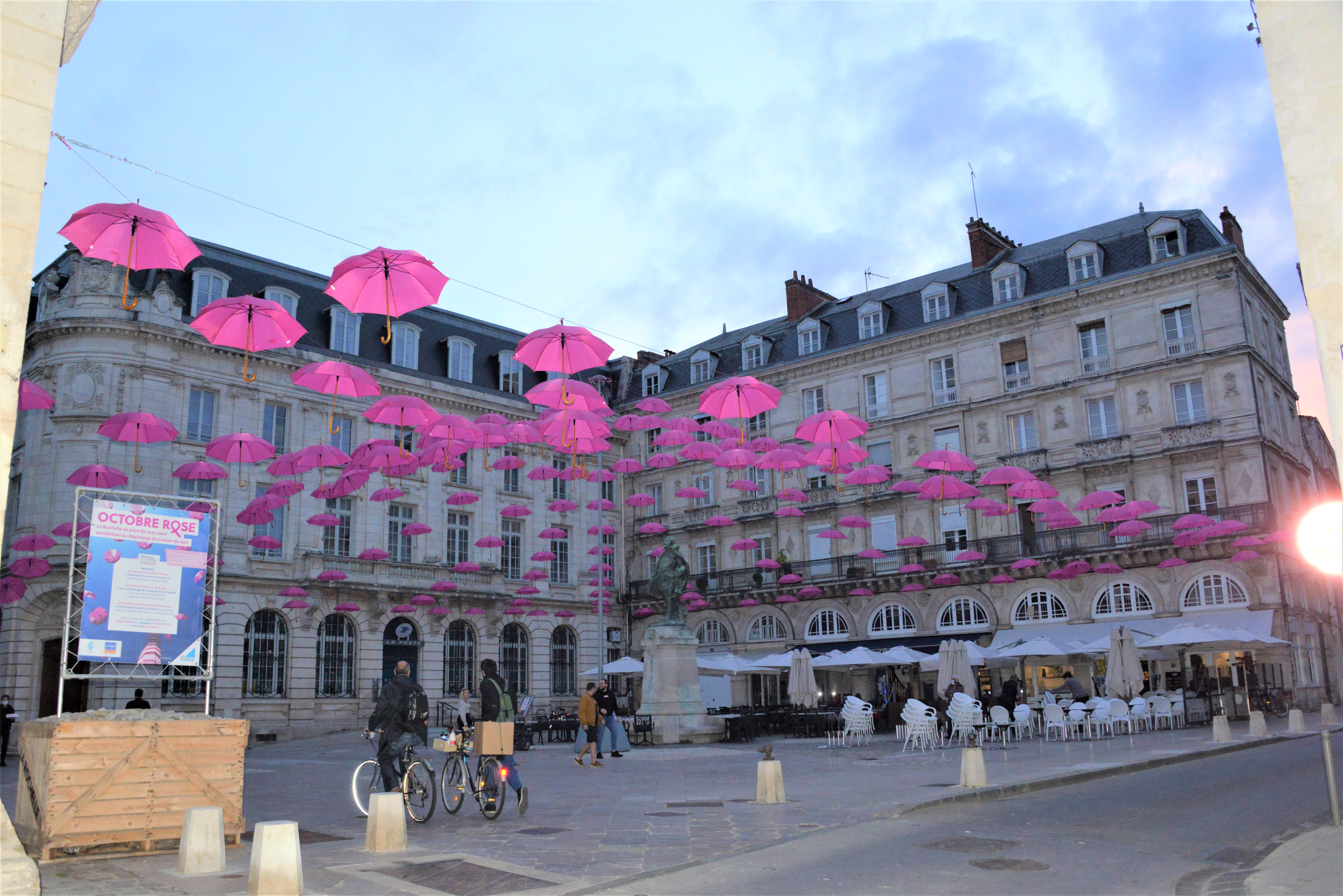
粉红伞节 （2020年）

### 集市

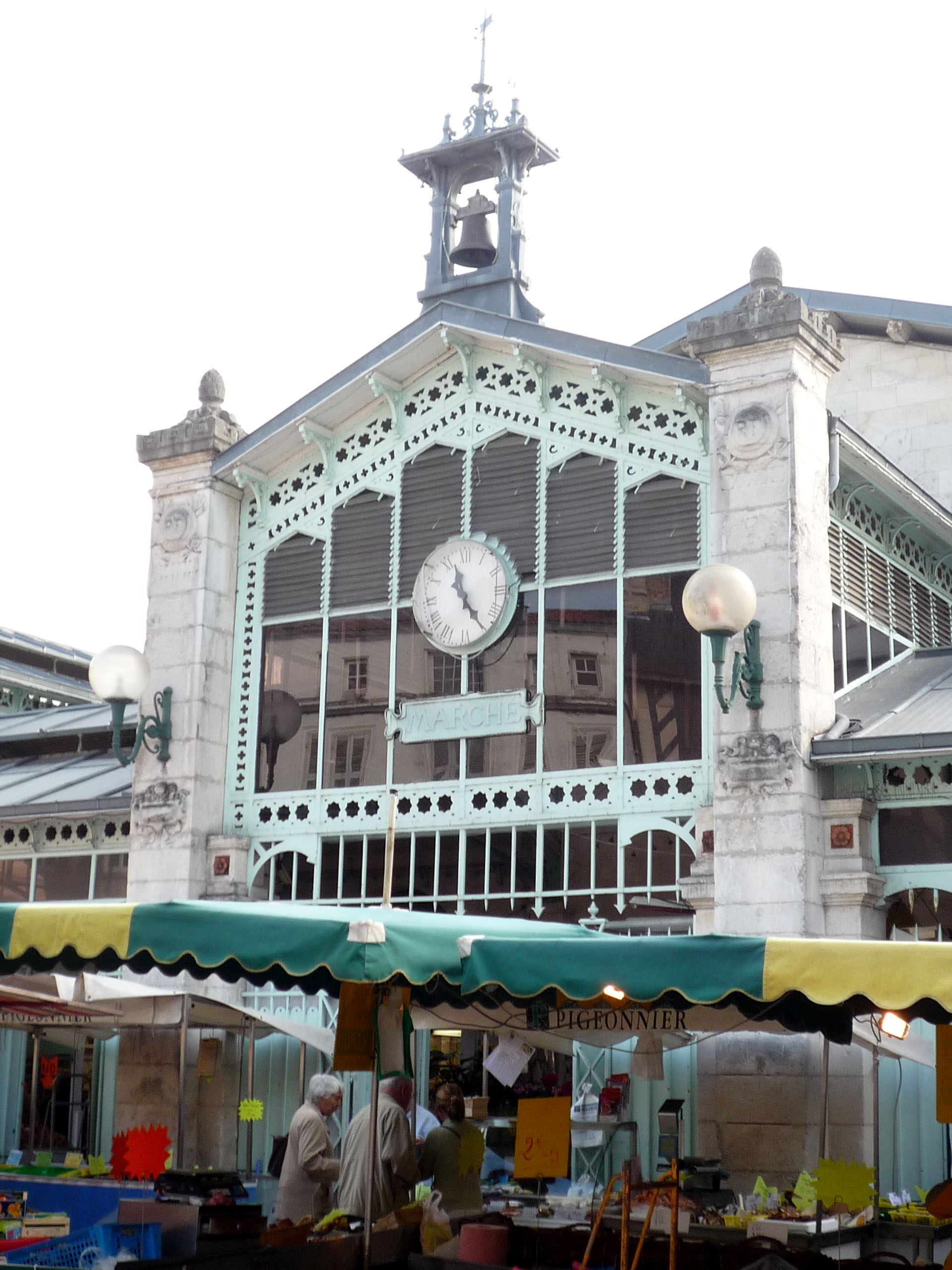
拉罗谢尔大堂集市

拉罗谢尔境内的多个街区每周都会举办各类型的商业集会，当地每年12月还举办圣诞集市：
| 拉罗谢尔商业集市（部分） |              |                        |                             |
| 集市规模                 | 交易商品类型 | 地点                   | 举办时间                    |
| 综合性                   | 综合         | 大堂（Les Halles）               | 每天8至13点                 |
| 综合性                   | 综合         | 莱米尼姆港（夜间集市） | 每周一18点至午夜            |
| 综合性                   | 旧货         | 红顶广场（Place de la Motte Rouge）           | 每周四、六7至13点           |
| 综合性                   | 土特产       | 圣米歇尔街（rue Saint-Michel）         | 全天（每年7月1日至8月31日） |
| 区域性                   | 综合         | 塔东（）               | 每周二8至13点               |
| 区域性                   | 综合         | 莱萨利讷新城（）       | 每周三8至13点               |
| 区域性                   | 综合         | 新港（Port-Neuf）               | 每周四8至13点               |
| 区域性                   | 综合         | 米勒伊（）             | 每周五8至13点               |
| 区域性                   | 综合         | 凡尔登广场（Place Verdun）         | 每周五15至18点              |
| 区域性                   | 综合         | 拉帕利斯（）           | 每周日8至13点               |

### 饮食

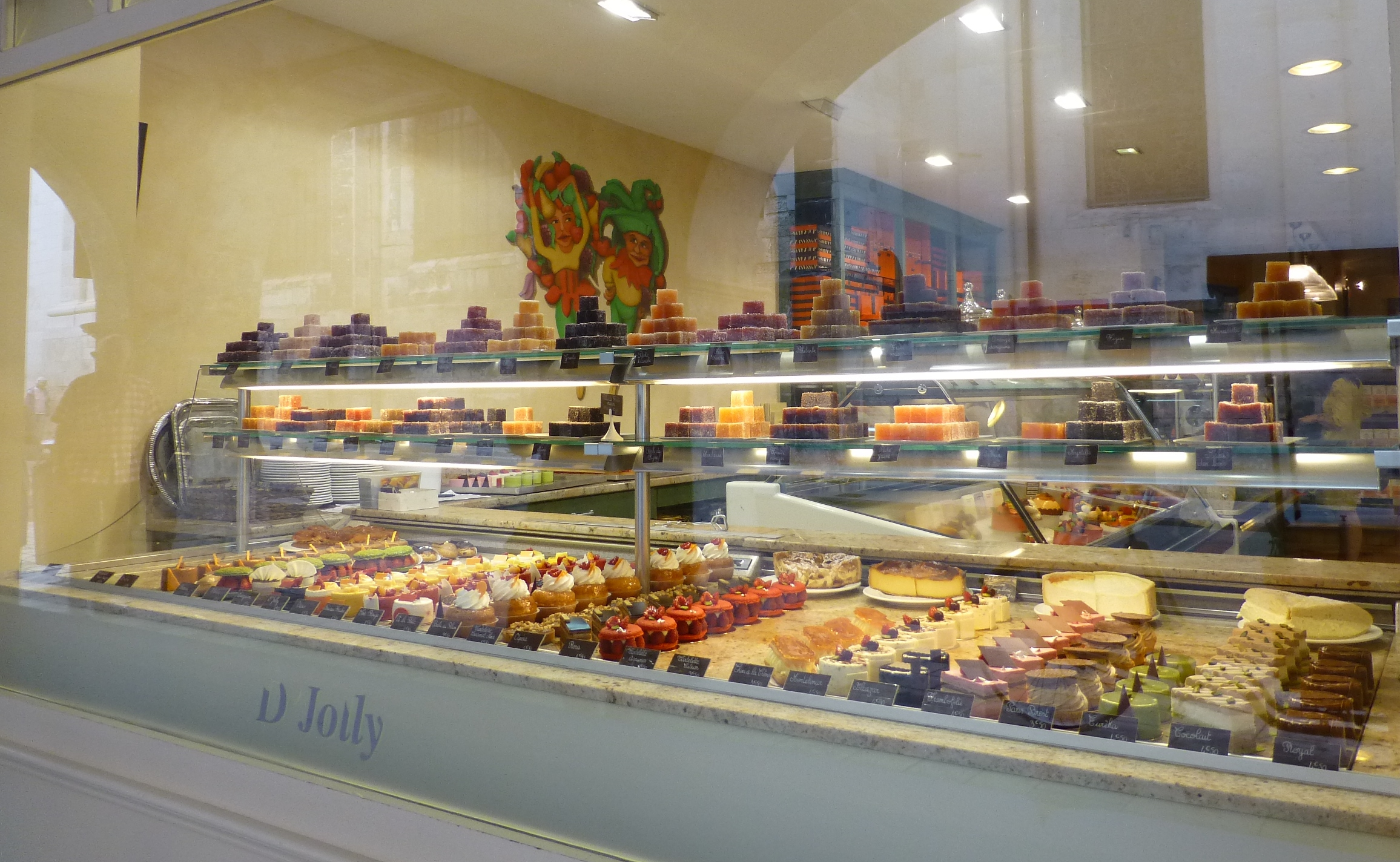
拉罗谢尔街头的一处甜品店橱窗

拉罗谢尔的常见饮食与法国大部分区域基本相同，因当地靠近海洋，海鲜类食物在当地的传统饮食中占有重要比例；此外拉罗谢尔靠近干邑白兰地产区，以其为原材料而做成的菜品亦为当地的代表性食物。拉罗谢尔的传统餐厅集中于老港附近街区，而麦当劳、汉堡王、達美樂披薩、O'Tacos等现代快餐则主要分布于市区南部的莱米尼姆港街区。

### 影视作品
法国作家巴尔扎克的作品《驴皮记》和《洒水者》均以1822年拉罗谢尔四中士事件作为背景，而他的另一篇作品《被诅咒的孩子》则取自拉罗谢尔之围。电影和《从海底出击》的部分场景在拉罗谢尔拍摄。现代电子游戏《武裝行動3》当中的一座虚拟城市被命名为“拉罗谢尔”。

## 相关人物
法国科学家勒内-安托万·费尔绍·德·列奥米尔、画家威廉·阿道夫·布格罗、作家欧仁·弗罗芒坦、政治人物保罗·拉马迪埃、政治学家奥利维耶·鲁瓦、宇航员让-卢·克雷蒂安、导演贝尔纳·吉罗多、击剑运动员达米安·图亚、女子足球运动员科里娜·珀蒂和男子足球运动员拉希德·阿鲁维出生于拉罗谢尔。

## 友好城市
截至2020年3月，拉罗谢尔共与五座城市互为友好城市关系：
- 摩洛哥 索维拉
- 德国 吕贝克
- 美国 新羅謝爾
- 俄羅斯 彼得罗扎沃茨克
- 葡萄牙 圣地亚哥-迪菲盖罗

### 文献网站
- INSEE.  [法国国家经济统计局关于拉罗谢尔的详细数据统计]. insee.fr.   [2021-05-25]. （原始内容存档于2020-12-28） （法语）.
- CA La Rochelle.  [拉罗谢尔市际区域城市规划方案]. agglo-larochelle.fr.   [2021-05-29]. （原始内容存档于2021-06-02） （法语）.

### 分类资料
历史类
1. ↑  Godefroy. . 1901: 463 （法语）.
2. ↑  Jean Flouret. Quartier latin , 编. . Société d'archéologie et d'histoire de l'Aunis. 1978  [2021-05-24]. （原始内容存档于2022-02-15） （法语）.
3. ↑  Louis-Etienne Arcère; Dominique Aucher. Hesperides , 编. . 2014: 237. ASIN B00WIOWK9K. ISBN 979-1091763035 （法语）.
4. ↑  Marie-Nicolas Bouillet; Alexis Chassang. . Dictionnaire universel d’histoire et de géographie. 1878 （法语）.
5. ↑  larochelle-info.com. . larochelle-info.com.   [2020-03-25]. （原始内容存档于2020-10-30） （法语）.
6. ↑  flocon17.com. . flocon17.com.   [2021-05-24]. （原始内容存档于2021-05-24） （法语）.
7. ↑  Daniel Massiou. F.Lacurie , 编.  IV. La Rochelle. 1836: 551 （法语）.
8. ↑  Futura Planète. . futura-sciences.com. 2018-08-17  [2021-05-24]. （原始内容存档于2021-05-24） （法语）.
9. ↑  Robert Favreau. . : 155 （法语）.
10. ↑  . chroniquesdalienor.com. 2020-12-06  [2021-05-24]. （原始内容存档于2021-05-24） （法语）.
11. ↑  ausonius.u-bordeaux-montaigne.fr. . ausonius.u-bordeaux-montaigne.fr.   [2020-03-25]. （原始内容存档于2020-11-25） （法语）.
12. ↑  John Le Patourel. . Transactions of the Royal Historical Society 10. 1960: 39 （英语）.
13. ↑  Rémi Monaque. Perrin , 编. . Paris. 2016: 526. ISBN 978-2-262-03715-4 （法语）.
14. ↑  la-guerre-de-cent-ans-et-nous.com. . la-guerre-de-cent-ans-et-nous.com. 2020-05-23  [2021-05-25]. （原始内容存档于2021-05-25） （法语）.
15. ↑  L. Delayant. H. Petit , 编. . La Rochelle. 1872: 141 （法语）.
16. ↑  Rémi Béraud. RUPELLA , 编. . 1987 （法语）.
17. ↑  Jérémie Foa. Presses universitaires de Limoges , 编. . Limoges. 2015: 545. ISBN 978-2-84287-643-2 （法语）.
18. ↑  Jérémie Foa; Paul-Alexis Mellet. Honoré Champion , 编. . Le savoir de Mantice. Paris: Actes du colloque international. 2012: 430. ISBN 978-2-7453-2434-4 （法语）.
19. ↑  Le Point. . lepoint.fr. 2013-07-24  [2021-05-25]. （原始内容存档于2021-05-25） （法语）.
20. ↑  Jean Hubac. Max Chaleil , 编.  2. Paris. 2010: 92. ISBN 978-2846211338 （法语）.
21. ↑  Ministère de la Culture. . pop.culture.gouv.fr.   [2021-05-25]. （原始内容存档于2021-05-25） （法语）.
22. ↑  Marie-Paule Dupuy. . inventaire.poitou-charentes.fr. 2015-07-23  [2021-05-25]. （原始内容存档于2021-05-25） （法语）.
23. ↑  L'Express. . lexpress.fr. 2005-10-03  [2021-05-25]. （原始内容存档于2021-05-25） （法语）.
24. ↑  Cassini. . cassini.ehess.fr.   [2021-05-25]. （原始内容存档于2022-02-15） （法语）.
25. ↑  Cercle Généalogique de Saintonge. . cgsaintonge.fr.   [2021-05-25]. （原始内容存档于2021-05-25） （法语）.
26. ↑  Cassini. . cassini.ehess.fr.   [2021-05-25]. （原始内容存档于2021-02-09） （法语）.
27. ↑  grandsudinsolite.fr. . grandsudinsolite.fr.   [2021-05-25]. （原始内容存档于2021-05-25） （法语）.
28. ↑  ajpn.org. . ajpn.org.   [2020-03-25]. （原始内容存档于2020-09-06） （法语）.
29. ↑  Didier Jung. La Geste , 编. . La Crèche. 2019: 298. ISBN 979-10-353-0495-9 （法语）.
30. ↑  sudouest.fr. . sudouest.fr. 2020-02-18  [2021-05-25]. （原始内容存档于2021-05-25） （法语）.
31. ↑  sudouest.fr. . sudouest.fr. 2014-10-24  [2021-05-25]. （原始内容存档于2021-05-25） （法语）.
32. ↑  Le Monde. . lemonde.fr. 2013-04-10  [2021-05-25]. （原始内容存档于2021-05-25） （法语）.
33. ↑  enseignants.lumni.fr. . enseignants.lumni.fr. 1987-07-08  [2021-05-25]. （原始内容存档于2021-08-03） （法语）.
34. ↑  univ-larochelle.fr. . univ-larochelle.fr.   [2021-05-25]. （原始内容存档于2021-05-25） （法语）.
35. ↑  Valérie Prétot. . france3-regions.francetvinfo.fr. 2019-02-12  [2021-05-25]. （原始内容存档于2021-05-25） （法语）.
36. ↑  lesportesdutemps.com (编). . lesportesdutemps.com. 2020-10-14  [2021-05-26]. （原始内容存档于2021-05-26） （法语）.

地理类
1. ↑  fr-fr.topographic-map.com (编). . fr-fr.topographic-map.com.   [2021-05-26]. （原始内容存档于2021-05-26） （法语）.
2. ↑  P. Hantzpergue.  (PDF) BRGM. 1988: 27  [2021-05-26]. （原始内容存档 (PDF)于2017-07-13） （法语）.
3. ↑  larochelle.fr (编). . larochelle.fr.   [2021-05-26]. （原始内容存档于2021-05-26） （法语）.
4. ↑  linternaute.com. . linternaute.com.   [2021-05-28]. （原始内容存档于2021-06-02） （法语）.
5. ↑  annuaire-mairie.fr. . annuaire-mairie.fr.   [2021-05-28]. （原始内容存档于2021-06-03） （法语）.
6. ↑  hotel-lebordo.com (编). . hotel-lebordo.com. 2019-04-29  [2021-05-26]. （原始内容存档于2021-05-26） （法语）.
7. ↑  insee.fr. . insee.fr.   [2021-05-07]. （原始内容存档于2020-11-10） （法语）.
8. ↑  sig.ville.gouv.fr. . sig.ville.gouv.fr.   [2020-03-25]. （原始内容存档于2020-09-06） （法语）.
9. ↑  transports.nouvelle-aquitaine.fr (编). . transports.nouvelle-aquitaine.fr.   [2021-05-29]. （原始内容存档于2021-04-04） （法语）.
10. ↑  aleop.paysdelaloire.fr (编). . aleop.paysdelaloire.fr.   [2020-03-25]. （原始内容存档于2020-09-23） （法语）.
11. ↑  SNCF (编). . sncf.com.   [2020-03-25]. （原始内容存档于2020-09-06） （法语）.
12. ↑  Gares et Connexions (编). . garesetconnexions.sncf.   [2021-05-29]. （原始内容存档于2021-06-03） （法语）.
13. ↑  larochelle.aeroport.fr (编). . larochelle.aeroport.fr.   [2020-03-25]. （原始内容存档于2019-10-03） （法语）.
14. ↑  portlarochelle.com (编). . portlarochelle.com.   [2021-05-29]. （原始内容存档于2021-06-02） （法语）.
15. ↑  larochelle-tourisme.com (编). . larochelle-tourisme.com.   [2020-05-29]. （原始内容存档于2021-06-02） （法语）.
16. ↑  yelo.agglo-larochelle.fr (编). . yelo.agglo-larochelle.fr.   [2020-05-29]. （原始内容存档于2021-08-02） （法语）.
17. ↑  yelo.agglo-larochelle.fr (编). . yelo.agglo-larochelle.fr.   [2020-03-25]. （原始内容存档于2018-08-19） （法语）.
18. ↑  yelo.agglo-larochelle.fr (编). . yelo.agglo-larochelle.fr.   [2020-03-25]. （原始内容存档于2020-12-03） （法语）.
19. ↑  Cassini. . cassini.ehess.fr.   [2021-05-24]. （原始内容存档于2021-04-25） （法语）.
20. ↑  insee.fr. . insee.fr.   [2021-05-24]. （原始内容存档于2021-05-01） （法语）.
21. ↑  Commune de La Rochelle (17300) - commune actuelle（法文）
22. ↑  . sig.ville.gouv.fr.   [2021-05-27]. （原始内容存档于2020-08-06） （法语）.
23. ↑  Office de Tourisme de La Rochelle (编). . larochelle-tourisme.com.   [2021-05-26]. （原始内容存档于2021-05-26） （法语）.

社科类
1. ↑  CA La Rochelle. . agglo-larochelle.fr.   [2021-05-28]. （原始内容存档于2021-06-03） （法语）.
2. ↑  insee.fr. . insee.fr.   [2021-05-28]. （原始内容存档于2022-02-15） （法语）.
3. ↑  insee.fr. . insee.fr.   [2021-05-28]. （原始内容存档于2021-06-03） （法语）.
4. ↑  insee.fr. . insee.fr.   [2020-03-25]. （原始内容存档于2018-07-24） （法语）.
5. ↑  insee.fr. . insee.fr.   [2021-05-28]. （原始内容存档于2021-06-03） （法语）.
6. ↑  insee.fr. . insee.fr.   [2021-05-28]. （原始内容存档于2021-06-07） （法语）.
7. ↑  insee.fr. . insee.fr.   [2021-05-28]. （原始内容存档于2021-06-07） （法语）.
8. ↑  collectivites-locales.gouv.fr. . collectivites-locales.gouv.fr.   [2020-03-25]. （原始内容存档于2017-08-03） （法语）.
9. ↑  larochelle.fr. . larochelle.fr.   [2020-03-26]. （原始内容存档于2020-10-29） （法语）.
10. ↑  . larochelle.fr.   [2021-05-28]. （原始内容存档于2021-06-02） （法语）.
11. ↑  . larochelle.fr.   [2021-05-28]. （原始内容存档于2021-06-16） （法语）.
12. ↑  . linternaute.com.   [2021-05-27]. （原始内容存档于2020-09-06） （法语）.
13. ↑  Francetvinfo (编). . francetvinfo.fr.   [2020-03-25]. （原始内容存档于2021-03-24） （法语）.
14. ↑  . interieur.gouv.fr.   [2021-05-27]. （原始内容存档于2022-02-15） （法语）.
15. ↑  . sudouest.fr.   [2021-05-27]. （原始内容存档于2020-01-26） （法语）.
16. ↑  . france3-regions.francetvinfo.fr.   [2021-05-27]. （原始内容存档于2021-01-21） （法语）.
17. ↑  . sudouest.fr.   [2021-05-27]. （原始内容存档于2020-06-04） （法语）.
18. ↑  . sudouest.fr.   [2021-05-27]. （原始内容存档于2019-10-04） （法语）.
19. ↑  . sudouest.fr.   [2021-05-27]. （原始内容存档于2020-02-04） （法语）.
20. ↑  . SudOuest.fr.   [2021-05-27]. （原始内容存档于2020-06-04） （法语）.
21. ↑  Ministère de l'Intérieur (编). . interieur.gouv.fr. 2019-05-26  [2021-05-27]. （原始内容存档于2019-10-30） （法语）.
22. ↑  Le Monde. . lemonde.fr.   [2021-05-27]. （原始内容存档于2021-03-24） （法语）.
23. ↑  Ministère de l'Intérieur (编). . interieur.gouv.fr.   [2021-05-27]. （原始内容存档于2019-03-26） （法语）.
24. ↑  Ministère de l'Intérieur (编). . interieur.gouv.fr.   [2021-05-27]. （原始内容存档于2022-02-15） （法语）.
25. ↑  Ministère de l'Intérieur (编). . interieur.gouv.fr.   [2021-05-27]. （原始内容存档于2022-02-15） （法语）.
26. ↑  Ministère de l'Intérieur (编). . interieur.gouv.fr.   [2021-05-27]. （原始内容存档于2022-02-15） （法语）.
27. ↑  Argeste Nouvelle-Aquitaine.  (pdf). draaf.nouvelle-aquitaine.agriculture.gouv.fr. 2019-11  [2021-05-27]. （原始内容存档 (PDF)于2021-01-22） （法语）.
28. ↑  INSEE, Dossier complet - Commune de La Rochelle (17300), EMP T7 - Emplois par catégorie socioprofessionnelle en 2017 （法文）
29. ↑  INSEE, Dossier complet - Commune de La Rochelle (17300), RES T1 - Établissements actifs employeurs par secteur d'activité agrégé et taille fin 2017 （法文）
30. ↑  INSEE, Dossier complet - Commune de La Rochelle (17300), RES T2 - Postes salariés par secteur d'activité agrégé et taille d'établissement fin 2017 （法文）
31. ↑  Manageo (编). . manageo.fr.   [2021-05-27]. （原始内容存档于2021-01-23） （法语）.
32. ↑  limoges.cci.fr. . limoges.cci.fr.   [2021-05-27]. （原始内容存档于2021-02-28） （法语）.
33. ↑  Le Figaro (编). . entreprises.lefigaro.fr.   [2021-05-27]. （原始内容存档于2021-07-13） （法语）.
34. ↑  . entreprises.lefigaro.fr. entreprises.lefigaro.fr.   [2021-05-27]. （原始内容存档于2020-10-28） （法语）.
35. ↑  . entreprises.lefigaro.fr. entreprises.lefigaro.fr.   [2021-05-27]. （原始内容存档于2022-02-15） （法语）.
36. ↑  . societe.com. societe.com.   [2021-05-27]. （原始内容存档于2022-02-15） （法语）.
37. ↑  . entreprises.lefigaro.fr. entreprises.lefigaro.fr.   [2021-05-27]. （原始内容存档于2022-02-15） （法语）.
38. ↑  . entreprises.lefigaro.fr. entreprises.lefigaro.fr.   [2021-05-27]. （原始内容存档于2022-02-15） （法语）.
39. ↑  . industrie-rochelaise.com. industrie-rochelaise.com.   [2021-05-27]. （原始内容存档于2022-02-15） （法语）.
40. ↑  . societe.com. societe.com.   [2021-05-27]. （原始内容存档于2022-02-15） （法语）.
41. ↑  JDN (编). . journaldunet.fr.   [2021-05-27]. （原始内容存档于2020-09-06） （法语）.
42. ↑  CA La Rochelle (编). . larochelle.fr.   [2021-05-27]. （原始内容存档于2021-06-16） （法语）.
43. ↑  Ministère de la Cohésion des territoires et des Relations avec les collectivités territoriales (编). . cohesion-territoires.gouv.fr.   [2021-05-27]. （原始内容存档于2022-02-15） （法语）.
44. ↑  JDN (编). . journaldunet.fr.   [2021-05-27]. （原始内容存档于2021-07-13） （法语）.
45. ↑  JDN (编). . journaldunet.fr.   [2021-05-27]. （原始内容存档于2020-09-06） （法语）.
46. ↑  JDN (编). . JDN.   [2020-03-25]. （原始内容存档于2021-01-11） （法语）.
47. ↑  ac-poitiers.fr. . ac-poitiers.fr.   [2020-03-25]. （原始内容存档于2020-06-08） （法语）.
48. ↑  linternaute (编). . linternaute.fr.   [2020-03-25]. （原始内容存档于2020-09-06） （法语）.
49. ↑  villedata. . ville-data.com.   [2020-03-25]. （原始内容存档于2020-09-06） （法语）.
50. ↑  ch-larochelle.fr. . ch-larochelle.fr.   [2020-03-25]. （原始内容存档于2020-09-06） （法语）.
51. ↑  FHF. . etablissements.fhf.fr.   [2021-05-27]. （原始内容存档于2022-04-07） （法语）.
52. ↑  clinique-atlantique-puilboreau.ramsaysante.fr. . clinique-atlantique-puilboreau.ramsaysante.fr.   [2021-05-27]. （原始内容存档于2022-02-15） （法语）.
53. ↑  . linternaute.com.   [2021-05-27]. （原始内容存档于2020-09-06） （法语）.
54. ↑  CA La Rochelle. . agglo-larochelle.fr.   [2021-05-28]. （原始内容存档于2021-01-16） （法语）.
55. ↑  . linternaute.com.   [2021-05-27]. （原始内容存档于2020-09-06） （法语）.
56. ↑  France 3 Aquitaine-limousin-poitou-charentes (编). . france3-regions.francetvinfo.fr.   [2020-03-25]. （原始内容存档于2020-09-06） （法语）.
57. ↑  Sud-Ouest. . sudouest.fr.   [2021-05-28]. （原始内容存档于2021-09-24） （法语）.
58. ↑  ville de La Rochelle. . larochelle.fr.   [2021-05-28]. （原始内容存档于2021-06-16） （法语）.
59. ↑  . radio.fr.   [2021-05-28]. （原始内容存档于2021-01-19） （法语）.
60. ↑  CA La Rochelle (编). . agglo-larochelle.fr.   [2021-05-27]. （原始内容存档于2021-06-11） （法语）.
61. ↑  linternaute (编). . linternaute.com.   [2021-05-27]. （原始内容存档于2021-05-26） （法语）.
62. ↑  linternaute (编). . linternaute.com.   [2021-05-27]. （原始内容存档于2021-06-03） （法语）.
63. ↑  . demarchesadministratives.fr.   [2021-05-28]. （原始内容存档于2022-02-15） （法语）.
64. ↑  . demarchesadministratives.fr.   [2021-05-28]. （原始内容存档于2022-02-15） （法语）.
65. ↑  sdis17.fr. . sdis17.fr.   [2021-05-28]. （原始内容存档于2021-03-29） （法语）.
66. ↑  linternaute (编). . linternaute.   [2020-03-25]. （原始内容存档于2021-01-26） （法语）.
67. ↑  CA de La Rochelle (编). . agglo-larochelle.fr.   [2021-05-26]. （原始内容存档于2021-05-26） （法语）.
68. ↑  CA de La Rochelle (编). . agglo-larochelle.fr.   [2021-05-26]. （原始内容存档于2021-05-26） （法语）.
69. ↑  CA de La Rochelle (编). . agglo-larochelle.fr.   [2021-05-27]. （原始内容存档于2021-09-01） （法语）.

文化类
1. ↑  Est Républicain. . estrepublicain.fr. 2018-08-06  [2021-05-29]. （原始内容存档于2021-06-03） （法语）.
2. ↑  univ-larochelle.fr. . univ-larochelle.fr.   [2020-03-25]. （原始内容存档于2019-11-16） （法语）.
3. ↑  excelia-group.fr. . excelia-group.fr.   [2020-03-25] （法语）.
4. ↑  univ-larochelle.fr. . formations.univ-larochelle.fr.   [2021-05-27]. （原始内容存档于2020-11-16） （法语）.
5. ↑  iae.univ-larochelle.fr. . iae.univ-larochelle.fr.   [2021-05-27]. （原始内容存档于2021-01-23） （法语）.
6. ↑  flash.univ-larochelle.fr. . flash.univ-larochelle.fr.   [2021-05-27]. （原始内容存档于2020-09-30） （法语）.
7. ↑  larochelle-tourisme.com (编). . larochelle-tourisme.com.   [2020-03-25]. （原始内容存档于2020-11-26） （法语）.
8. ↑  charentelibre.fr (编). . charentelibre.fr.   [2020-03-25]. （原始内容存档于2020-09-06） （法语）.
9. ↑  larochelle-tourisme.com (编). . larochelle-tourisme.com.   [2020-03-25]. （原始内容存档于2021-01-18） （法语）.
10. ↑  catholiques17.fr (编). . catholiques17.fr.   [2021-05-27]. （原始内容存档于2021-05-27） （法语）.
11. ↑  catholiques17.fr (编). . catholiques17.fr.   [2021-05-27]. （原始内容存档于2021-07-02） （法语）.
12. ↑  Michel Caron. . ch.lerolle.free.fr.   [2021-05-27]. （原始内容存档于2021-05-27） （法语）.
13. ↑  . eglise.catholique.fr. 2016-03-09  [2021-05-27]. （原始内容存档于2021-07-02） （法语）.
14. ↑  . lemoniteur.fr. 2004-12-24  [2021-05-27]. （原始内容存档于2021-05-27） （法语）.
15. ↑  . francebleu.fr. 2019-12-18  [2021-05-27]. （原始内容存档于2021-05-27） （法语）.
16. ↑  . association-algeriens-17.e-monsite.com.   [2021-05-27]. （原始内容存档于2021-05-27） （法语）.
17. ↑  Sud Ouest. . sudouest.fr.   [2021-05-27]. （原始内容存档于2021-05-27） （法语）.
18. ↑  Musée Protestant. . museeprotestant.org.   [2021-05-27]. （原始内容存档于2021-05-27） （法语）.
19. ↑  . larochelle.dhagpo.org.   [2021-05-27]. （原始内容存档于2021-05-27） （法语）.
20. ↑  staderochelais.com (编). . staderochelais.com.   [2020-03-25]. （原始内容存档于2021-02-02） （法语）.
21. ↑  LIGUE DE FOOTBALL NOUVELLE-AQUITAINE (编). . lfna.fff.fr.   [2021-05-27]. （原始内容存档于2021-05-27） （法语）.
22. ↑  LIGUE DE FOOTBALL NOUVELLE-AQUITAINE (编). . lfna.fff.fr.   [2021-05-27]. （原始内容存档于2021-05-27） （法语）.
23. ↑  Foot Mercato (编). . footmercato.net.   [2021-05-27]. （原始内容存档于2021-05-27） （法语）.
24. ↑  basket.staderochelais.com (编). . basket.staderochelais.com.   [2021-05-27]. （原始内容存档于2021-05-27） （法语）.
25. ↑  marathondelarochelle.com (编). . marathondelarochelle.com.   [2020-03-25]. （原始内容存档于2019-02-04） （法语）.
26. ↑  ledicodutour.com (编). . ledicodutour.com.   [2021-05-27]. （原始内容存档于2021-07-18） （法语）.
27. ↑  francofolies.fr (编). . francofolies.fr.   [2020-03-25]. （原始内容存档于2020-04-26） （法语）.
28. ↑  larochelle-tourisme.com. . larochelle-tourisme.com.   [2021-05-27]. （原始内容存档于2021-08-19） （法语）.
29. ↑  jours-de-marche.fr. . jours-de-marche.fr.   [2021-05-27]. （原始内容存档于2021-05-27） （法语）.
30. ↑  17.kidiklik.fr. . 17.kidiklik.fr.   [2021-05-27]. （原始内容存档于2021-05-27） （法语）.
31. ↑  CA de La Rochelle (编). . agglo-larochelle.fr.   [2021-05-27]. （原始内容存档于2021-06-16） （法语）.
32. ↑  larochelle-tourisme.com. . larochelle-tourisme.com.   [2021-05-28]. （原始内容存档于2021-06-02） （法语）.
33. ↑  Patrick Labarthe. . cairn.info. 2009  [2021-05-27]. （原始内容存档于2021-05-27） （法语）.
34. ↑  . sudouest.fr. 2017-08-08  [2021-05-27]. （原始内容存档于2021-05-27） （法语）.
35. ↑  Steam. . steamcommunity.com.   [2021-05-27]. （原始内容存档于2022-02-15） （法语）.
36. ↑  larochelle.fr (编). . larochelle.fr.   [2020-03-25]. （原始内容存档于2020-12-03） （法语）.

综合类
1. 1 2 3  communes.com. . communes.com.   [2020-03-25]. （原始内容存档于2020-09-06） （法语）.
2. 1 2 3 4 5 6 7 8 9 10 11 12 13 14 15 16 17 18 19  Géoportail. . geoportail.fr.   [2021-05-24]. （原始内容存档于2021-05-24） （法语）.
3. 1 2 3  Amos Barbot. . histoirepassion.eu. 2010-01-02  [2021-05-24]. （原始内容存档于2021-05-24） （法语）.
4. 1 2  Georges Musset. . histoirepassion.eu. 2007-12-22  [2021-05-24]. （原始内容存档于2021-05-25） （法语）.
5. 1 2 3 4  Pierre Miquel. Club France Loisirs , 编. . Paris. 1980. ISBN 2-7242-0785-8 （法语）.
6. 1 2  Louis-Étienne Arcère. R.-J. Desbordes , 编.  2. La Rochelle. 1757 （法语）.
7. 1 2  J-B Jourdan. . histoirepassion.eu. 2020-04-17  [2021-05-25]. （原始内容存档于2021-05-25） （法语）.
8. 1 2  Serge Montens. Bonneton , 编. . Paris. 2009: 280. ISBN 978-2-86253-453-4 （法语）.
9. 1 2  linternaute (编). . linternaute.fr.   [2021-05-26]. （原始内容存档于2021-05-26） （法语）.
10. 1 2 3  . linternaute.fr.   [2021-05-24]. （原始内容存档于2021-02-14） （法语）.
11. 1 2 3 4 5  Infoclimat (编). . infoclimat.fr.   [2020-03-25]. （原始内容存档于2020-09-06） （法语）.
12. 1 2  ressources.data.sncf.com (编). . ressources.data.sncf.com.   [2020-05-29]. （原始内容存档于2020-09-06） （法语）.
13. 1 2  . linternaute.com.   [2021-05-27]. （原始内容存档于2020-09-06） （法语）.
14. 1 2 3  linternaute (编). . linternaute.   [2020-03-25]. （原始内容存档于2020-09-06） （法语）.